# Llista d'asteroides (450001-451000)
Llista d'asteroides del 450.001 al 451.000, amb data de descoberta i descobridor. És un fragment de la llista d'asteroides completa. Als asteroides se'ls dona un número quan es confirma la seva òrbita, per tant apareixen llistats aproximadament segons la data de descobriment.

## 450001–450100
| Nom    | Designació provisional | Data de descobriment   | Lloc de descobriment | Descobridor/s                                             |
| ------ | ---------------------- | ---------------------- | -------------------- | --------------------------------------------------------- |
| 450001 | 2015 PA281             | 8 de setembre de 1996  | Kitt Peak            | Spacewatch                                                |
| 450002 | 2015 PT286             | 11 de novembre de 2006 | Kitt Peak            | Spacewatch                                                |
| 450003 | 2015 PT291             | 3 d'octubre de 2006    | Mount Lemmon         | Mt. Lemmon Survey                                         |
| 450004 | 2015 PJ293             | 9 d'agost de 2004      | Socorro              | LINEAR                                                    |
| 450005 | 2015 PM293             | 24 de febrer de 2006   | Kitt Peak            | Spacewatch                                                |
| 450006 | 2015 PW293             | 6 de gener de 2006     | Catalina             | CSS                                                       |
| 450007 | 2015 PZ293             | 25 de gener de 2006    | Kitt Peak            | Spacewatch                                                |
| 450008 | 2015 PK300             | 8 d'agost de 2004      | Socorro              | LINEAR                                                    |
| 450009 | 2015 PQ307             | 14 de setembre de 2007 | Mount Lemmon         | Mt. Lemmon Survey                                         |
| 450010 | 2015 PR307             | 29 de desembre de 2008 | Kitt Peak            | Spacewatch                                                |
| 450011 | 2015 PB308             | 28 d'octubre de 2011   | Catalina             | CSS                                                       |
| 450012 | 2015 PH308             | 11 de juliol de 2005   | Kitt Peak            | Spacewatch                                                |
| 450013 | 2015 PY308             | 13 de març de 2008     | Kitt Peak            | Spacewatch                                                |
| 450014 | 2015 PU309             | 13 de setembre de 2004 | Anderson Mesa        | LONEOS                                                    |
| 450015 | 2015 PY309             | 26 d'octubre de 2005   | Kitt Peak            | Spacewatch                                                |
| 450016 | 2015 PA310             | 16 de febrer de 2010   | Kitt Peak            | Spacewatch                                                |
| 450017 | 2015 PF310             | 19 de juny de 2009     | Kitt Peak            | Spacewatch                                                |
| 450018 | 2015 PN310             | 12 d'octubre de 1977   | Palomar              | van Houten, C. J., van Houten-Groeneveld, I., Gehrels, T. |
| 450019 | 2015 QN                | 29 de gener de 2010    | WISE                 | WISE                                                      |
| 450020 | 2015 QR                | 10 de setembre de 2004 | Socorro              | LINEAR                                                    |
| 450021 | 2015 QG2               | 13 de juny de 2010     | WISE                 | WISE                                                      |
| 450022 | 2015 QG3               | 29 d'octubre de 2005   | Catalina             | CSS                                                       |
| 450023 | 2015 QY3               | 14 d'octubre de 2004   | Kitt Peak            | Spacewatch                                                |
| 450024 | 2015 QF4               | 5 de desembre de 2005  | Kitt Peak            | Spacewatch                                                |
| 450025 | 2015 QM8               | 27 de setembre de 2008 | Mount Lemmon         | Mt. Lemmon Survey                                         |
| 450026 | 2015 QL10              | 2 d'octubre de 1995    | Kitt Peak            | Spacewatch                                                |
| 450027 | 2015 QS10              | 9 de setembre de 2004  | Kitt Peak            | Spacewatch                                                |
| 450028 | 2015 QT10              | 23 de setembre de 2000 | Socorro              | LINEAR                                                    |
| 450029 | 2015 QE11              | 6 d'agost de 2004      | Campo Imperatore     | CINEOS                                                    |
| 450030 | 2015 RK                | 9 d'octubre de 2010    | Mount Lemmon         | Mt. Lemmon Survey                                         |
| 450031 | 2015 RN                | 14 d'octubre de 2007   | Kitt Peak            | Spacewatch                                                |
| 450032 | 2015 RZ                | 4 d'octubre de 2004    | Kitt Peak            | Spacewatch                                                |
| 450033 | 2015 RA1               | 30 de desembre de 2005 | Catalina             | CSS                                                       |
| 450034 | 2015 RD1               | 21 de febrer de 2007   | Kitt Peak            | Spacewatch                                                |
| 450035 | 2015 RM1               | 30 d'octubre de 2011   | Kitt Peak            | Spacewatch                                                |
| 450036 | 2015 RN1               | 28 de novembre de 2005 | Kitt Peak            | Spacewatch                                                |
| 450037 | 2015 RZ2               | 29 de desembre de 2008 | Mount Lemmon         | Mt. Lemmon Survey                                         |
| 450038 | 2015 RF3               | 8 de març de 2005      | Kitt Peak            | Spacewatch                                                |
| 450039 | 2015 RT18              | 19 d'agost de 2006     | Kitt Peak            | Spacewatch                                                |
| 450040 | 2015 RS19              | 13 d'octubre de 2010   | Mount Lemmon         | Mt. Lemmon Survey                                         |
| 450041 | 2015 RK20              | 11 d'abril de 2007     | Kitt Peak            | Spacewatch                                                |
| 450042 | 2015 RY22              | 28 de setembre de 2011 | Mount Lemmon         | Mt. Lemmon Survey                                         |
| 450043 | 2015 RG24              | 26 de març de 2008     | Mount Lemmon         | Mt. Lemmon Survey                                         |
| 450044 | 2015 RK24              | 1 d'octubre de 2010    | Catalina             | CSS                                                       |
| 450045 | 2015 RL24              | 25 de setembre de 2007 | Mount Lemmon         | Mt. Lemmon Survey                                         |
| 450046 | 2015 RN25              | 1 de desembre de 2005  | Kitt Peak            | Spacewatch                                                |
| 450047 | 2015 RR25              | 1 d'agost de 2010      | WISE                 | WISE                                                      |
| 450048 | 2015 RH26              | 13 de setembre de 2004 | Socorro              | LINEAR                                                    |
| 450049 | 2015 RX26              | 1 d'agost de 1997      | Caussols             | ODAS                                                      |
| 450050 | 2015 RB27              | 15 d'octubre de 1998   | Kitt Peak            | Spacewatch                                                |
| 450051 | 2015 RC27              | 13 de maig de 2005     | Mount Lemmon         | Mt. Lemmon Survey                                         |
| 450052 | 2015 RF27              | 6 d'octubre de 2000    | Anderson Mesa        | LONEOS                                                    |
| 450053 | 2015 RH27              | 16 d'octubre de 2007   | Catalina             | CSS                                                       |
| 450054 | 2015 RO27              | 18 de setembre de 2006 | Kitt Peak            | Spacewatch                                                |
| 450055 | 2015 RC29              | 28 de gener de 2007    | Kitt Peak            | Spacewatch                                                |
| 450056 | 2015 RY29              | 25 de setembre de 2007 | Mount Lemmon         | Mt. Lemmon Survey                                         |
| 450057 | 2015 RA30              | 21 de febrer de 2007   | Mount Lemmon         | Mt. Lemmon Survey                                         |
| 450058 | 2015 RQ30              | 15 de març de 2004     | Kitt Peak            | Spacewatch                                                |
| 450059 | 2015 RT30              | 10 de març de 2005     | Mount Lemmon         | Mt. Lemmon Survey                                         |
| 450060 | 2015 RY40              | 12 d'abril de 2005     | Mount Lemmon         | Mt. Lemmon Survey                                         |
| 450061 | 2015 RQ43              | 11 de juny de 2010     | Mount Lemmon         | Mt. Lemmon Survey                                         |
| 450062 | 2015 RX44              | 5 de setembre de 2005  | Catalina             | CSS                                                       |
| 450063 | 2015 RQ45              | 17 de març de 2005     | Mount Lemmon         | Mt. Lemmon Survey                                         |
| 450064 | 2015 RF46              | 27 de gener de 2003    | Socorro              | LINEAR                                                    |
| 450065 | 2015 RP46              | 3 d'abril de 2008      | Mount Lemmon         | Mt. Lemmon Survey                                         |
| 450066 | 2015 RQ46              | 1 de novembre de 2007  | Mount Lemmon         | Mt. Lemmon Survey                                         |
| 450067 | 2015 RC47              | 20 d'octubre de 2006   | Kitt Peak            | Spacewatch                                                |
| 450068 | 2015 RK47              | 2 de febrer de 2006    | Kitt Peak            | Spacewatch                                                |
| 450069 | 2015 RM47              | 18 de setembre de 1998 | Kitt Peak            | Spacewatch                                                |
| 450070 | 2015 RV48              | 7 d'agost de 2008      | Kitt Peak            | Spacewatch                                                |
| 450071 | 2015 RZ48              | 6 d'octubre de 2007    | Kitt Peak            | Spacewatch                                                |
| 450072 | 2015 RT50              | 5 de setembre de 2008  | Kitt Peak            | Spacewatch                                                |
| 450073 | 2015 RY50              | 28 d'agost de 2006     | Kitt Peak            | Spacewatch                                                |
| 450074 | 2015 RL52              | 14 de març de 2007     | Mount Lemmon         | Mt. Lemmon Survey                                         |
| 450075 | 2015 RB53              | 8 d'agost de 2004      | Socorro              | LINEAR                                                    |
| 450076 | 2015 RP58              | 4 de setembre de 2010  | Mount Lemmon         | Mt. Lemmon Survey                                         |
| 450077 | 2015 RL62              | 8 d'octubre de 2007    | Mount Lemmon         | Mt. Lemmon Survey                                         |
| 450078 | 2015 RM73              | 11 de setembre de 2007 | Mount Lemmon         | Mt. Lemmon Survey                                         |
| 450079 | 2015 RZ73              | 3 de març de 2006      | Kitt Peak            | Spacewatch                                                |
| 450080 | 2015 RX75              | 1 de febrer de 2008    | Kitt Peak            | Spacewatch                                                |
| 450081 | 2015 RH76              | 11 d'octubre de 2004   | Kitt Peak            | Spacewatch                                                |
| 450082 | 2015 RL78              | 23 de febrer de 2007   | Kitt Peak            | Spacewatch                                                |
| 450083 | 2015 RU81              | 10 d'octubre de 2004   | Kitt Peak            | Spacewatch                                                |
| 450084 | 2015 RL84              | 16 de setembre de 2006 | Catalina             | CSS                                                       |
| 450085 | 2015 RT85              | 25 de setembre de 2006 | Catalina             | CSS                                                       |
| 450086 | 2015 RG88              | 21 de desembre de 2006 | Mount Lemmon         | Mt. Lemmon Survey                                         |
| 450087 | 2015 RD90              | 20 de febrer de 2002   | Kitt Peak            | Spacewatch                                                |
| 450088 | 2015 RY90              | 5 de novembre de 2005  | Catalina             | CSS                                                       |
| 450089 | 2015 RD91              | 21 de febrer de 2007   | Mount Lemmon         | Mt. Lemmon Survey                                         |
| 450090 | 2015 RE91              | 9 de novembre de 1999  | Kitt Peak            | Spacewatch                                                |
| 450091 | 2015 RR91              | 13 d'abril de 2004     | Kitt Peak            | Spacewatch                                                |
| 450092 | 2015 RB92              | 25 d'octubre de 2005   | Kitt Peak            | Spacewatch                                                |
| 450093 | 2015 RS92              | 19 de novembre de 2008 | Mount Lemmon         | Mt. Lemmon Survey                                         |
| 450094 | 2015 RU92              | 18 de gener de 2008    | Kitt Peak            | Spacewatch                                                |
| 450095 | 2015 RW92              | 27 de gener de 2007    | Mount Lemmon         | Mt. Lemmon Survey                                         |
| 450096 | 2015 RB93              | 19 de setembre de 1995 | Kitt Peak            | Spacewatch                                                |
| 450097 | 2015 RA94              | 28 de febrer de 2008   | Mount Lemmon         | Mt. Lemmon Survey                                         |
| 450098 | 2015 RD94              | 4 de març de 2008      | Mount Lemmon         | Mt. Lemmon Survey                                         |
| 450099 | 2015 RZ94              | 16 de novembre de 2009 | Mount Lemmon         | Mt. Lemmon Survey                                         |
| 450100 | 2015 RY95              | 23 d'octubre de 2011   | Kitt Peak            | Spacewatch                                                |

## 450101–450200
| Nom    | Designació provisional | Data de descobriment   | Lloc de descobriment | Descobridor/s            |
| ------ | ---------------------- | ---------------------- | -------------------- | ------------------------ |
| 450101 | 2015 RN97              | 26 de setembre de 2000 | Anderson Mesa        | LONEOS                   |
| 450102 | 2015 RJ100             | 7 d'octubre de 2004    | Anderson Mesa        | LONEOS                   |
| 450103 | 2015 RS101             | 18 de setembre de 2006 | Catalina             | CSS                      |
| 450104 | 2015 RZ102             | 29 d'agost de 2006     | Catalina             | CSS                      |
| 450105 | 2015 RA104             | 3 de juliol de 2005    | Mount Lemmon         | Mt. Lemmon Survey        |
| 450106 | 2015 RP104             | 15 d'abril de 2007     | Kitt Peak            | Spacewatch               |
| 450107 | 2015 RW104             | 28 d'octubre de 2005   | Kitt Peak            | Spacewatch               |
| 450108 | 2015 RH105             | 28 de desembre de 2005 | Kitt Peak            | Spacewatch               |
| 450109 | 2015 RK105             | 31 d'agost de 2005     | Kitt Peak            | Spacewatch               |
| 450110 | 2015 RO105             | 9 de març de 2007      | Kitt Peak            | Spacewatch               |
| 450111 | 2015 RZ105             | 31 de gener de 2009    | Kitt Peak            | Spacewatch               |
| 450112 | 2015 RG106             | 11 de setembre de 2007 | Mount Lemmon         | Mt. Lemmon Survey        |
| 450113 | 2015 RR106             | 1 d'octubre de 2005    | Catalina             | CSS                      |
| 450114 | 2015 RL107             | 22 de juny de 2007     | Kitt Peak            | Spacewatch               |
| 450115 | 2015 RU107             | 4 de desembre de 2008  | Mount Lemmon         | Mt. Lemmon Survey        |
| 450116 | 2015 RP108             | 26 de novembre de 2011 | Mount Lemmon         | Mt. Lemmon Survey        |
| 450117 | 2015 RB109             | 8 d'abril de 2002      | Kitt Peak            | Spacewatch               |
| 450118 | 2015 RD110             | 29 d'agost de 2006     | Kitt Peak            | Spacewatch               |
| 450119 | 2015 RS114             | 27 de gener de 2007    | Kitt Peak            | Spacewatch               |
| 450120 | 2015 RE117             | 16 d'octubre de 2006   | Catalina             | CSS                      |
| 450121 | 2015 RF121             | 9 d'octubre de 2008    | Kitt Peak            | Spacewatch               |
| 450122 | 2015 RW124             | 15 de setembre de 2010 | Kitt Peak            | Spacewatch               |
| 450123 | 2015 RK131             | 3 de setembre de 2008  | Kitt Peak            | Spacewatch               |
| 450124 | 2015 RB139             | 7 de gener de 2006     | Mount Lemmon         | Mt. Lemmon Survey        |
| 450125 | 2015 RV198             | 24 de juny de 2009     | Kitt Peak            | Spacewatch               |
| 450126 | 2015 RJ213             | 11 de maig de 2010     | Mount Lemmon         | Mt. Lemmon Survey        |
| 450127 | 2015 RS213             | 1 de febrer de 2001    | Kitt Peak            | Spacewatch               |
| 450128 | 2015 RT243             | 19 de setembre de 2003 | Kitt Peak            | Spacewatch               |
| 450129 | 2015 RD245             | 6 de desembre de 2008  | Kitt Peak            | Spacewatch               |
| 450130 | 2015 SP3               | 23 de maig de 2006     | Siding Spring        | Siding Spring Survey     |
| 450131 | 2015 SE5               | 8 de març de 2008      | Kitt Peak            | Spacewatch               |
| 450132 | 2015 SO5               | 10 d'octubre de 2005   | Catalina             | CSS                      |
| 450133 | 2015 SW5               | 29 d'agost de 2006     | Kitt Peak            | Spacewatch               |
| 450134 | 1994 WH4               | 26 de novembre de 1994 | Kitt Peak            | Spacewatch               |
| 450135 | 1995 SW20              | 19 de setembre de 1995 | Kitt Peak            | Spacewatch               |
| 450136 | 1995 SZ57              | 22 de setembre de 1995 | Kitt Peak            | Spacewatch               |
| 450137 | 1996 AF6               | 12 de gener de 1996    | Kitt Peak            | Spacewatch               |
| 450138 | 1998 BO26              | 28 de gener de 1998    | Haleakala            | NEAT                     |
| 450139 | 1998 SR148             | 26 de setembre de 1998 | Socorro              | LINEAR                   |
| 450140 | 1998 TL27              | 15 d'octubre de 1998   | Kitt Peak            | Spacewatch               |
| 450141 | 1998 VH43              | 20 d'octubre de 1998   | Kitt Peak            | Spacewatch               |
| 450142 | 1998 XN2               | 9 de desembre de 1998  | Socorro              | LINEAR                   |
| 450143 | 1999 ED5               | 13 de març de 1999     | Kitt Peak            | Spacewatch               |
| 450144 | 1999 RJ30              | 8 de setembre de 1999  | Socorro              | LINEAR                   |
| 450145 | 1999 RU140             | 9 de setembre de 1999  | Socorro              | LINEAR                   |
| 450146 | 1999 TZ70              | 9 d'octubre de 1999    | Kitt Peak            | Spacewatch               |
| 450147 | 1999 TT84              | 13 d'octubre de 1999   | Kitt Peak            | Spacewatch               |
| 450148 | 1999 TJ170             | 10 d'octubre de 1999   | Socorro              | LINEAR                   |
| 450149 | 1999 VZ109             | 9 de novembre de 1999  | Socorro              | LINEAR                   |
| 450150 | 1999 VA119             | 18 d'octubre de 1999   | Kitt Peak            | Spacewatch               |
| 450151 | 1999 VK129             | 11 d'octubre de 1999   | Socorro              | LINEAR                   |
| 450152 | 1999 VA147             | 12 de novembre de 1999 | Socorro              | LINEAR                   |
| 450153 | 2000 AL48              | 6 de gener de 2000     | Prescott             | Comba, P. G.             |
| 450154 | 2000 AM49              | 5 de gener de 2000     | Socorro              | LINEAR                   |
| 450155 | 2000 AK126             | 5 de gener de 2000     | Socorro              | LINEAR                   |
| 450156 | 2000 AT210             | 18 de desembre de 1999 | Kitt Peak            | Spacewatch               |
| 450157 | 2000 DE65              | 29 de febrer de 2000   | Socorro              | LINEAR                   |
| 450158 | 2000 DW98              | 29 de febrer de 2000   | Socorro              | LINEAR                   |
| 450159 | 2000 JJ5               | 3 de maig de 2000      | Socorro              | LINEAR                   |
| 450160 | 2000 RM12              | 1 de setembre de 2000  | Socorro              | LINEAR                   |
| 450161 | 2000 YE29              | 22 de desembre de 2000 | Anderson Mesa        | LONEOS                   |
| 450162 | 2001 KJ33              | 24 de maig de 2001     | Socorro              | LINEAR                   |
| 450163 | 2001 ML31              | 28 de juny de 2001     | Anderson Mesa        | LONEOS                   |
| 450164 | 2001 OP2               | 17 de juliol de 2001   | Anderson Mesa        | LONEOS                   |
| 450165 | 2001 QL189             | 22 d'agost de 2001     | Socorro              | LINEAR                   |
| 450166 | 2001 RP122             | 12 de setembre de 2001 | Socorro              | LINEAR                   |
| 450167 | 2001 RW149             | 11 de setembre de 2001 | Anderson Mesa        | LONEOS                   |
| 450168 | 2001 SS140             | 16 de setembre de 2001 | Socorro              | LINEAR                   |
| 450169 | 2001 SB198             | 19 de setembre de 2001 | Socorro              | LINEAR                   |
| 450170 | 2001 SV201             | 19 de setembre de 2001 | Socorro              | LINEAR                   |
| 450171 | 2001 SW317             | 19 de setembre de 2001 | Socorro              | LINEAR                   |
| 450172 | 2001 SV332             | 19 de setembre de 2001 | Socorro              | LINEAR                   |
| 450173 | 2001 TZ9               | 13 d'octubre de 2001   | Socorro              | LINEAR                   |
| 450174 | 2001 TD19              | 15 d'octubre de 2001   | Nashville            | Clingan, R.              |
| 450175 | 2001 TZ96              | 14 d'octubre de 2001   | Socorro              | LINEAR                   |
| 450176 | 2001 TV99              | 14 d'octubre de 2001   | Socorro              | LINEAR                   |
| 450177 | 2001 TQ161             | 11 d'octubre de 2001   | Palomar              | NEAT                     |
| 450178 | 2001 TV251             | 14 d'octubre de 2001   | Apache Point         | Sloan Digital Sky Survey |
| 450179 | 2001 TW259             | 10 d'octubre de 2001   | Palomar              | NEAT                     |
| 450180 | 2001 TR260             | 14 d'octubre de 2001   | Apache Point         | Sloan Digital Sky Survey |
| 450181 | 2001 VH63              | 10 de novembre de 2001 | Socorro              | LINEAR                   |
| 450182 | 2001 VY73              | 11 de novembre de 2001 | Socorro              | LINEAR                   |
| 450183 | 2001 VX83              | 11 de novembre de 2001 | Socorro              | LINEAR                   |
| 450184 | 2001 VY88              | 11 de novembre de 2001 | Socorro              | LINEAR                   |
| 450185 | 2001 WJ2               | 19 de novembre de 2001 | Socorro              | LINEAR                   |
| 450186 | 2001 WA21              | 17 d'octubre de 2001   | Kitt Peak            | Spacewatch               |
| 450187 | 2001 WC56              | 19 de novembre de 2001 | Socorro              | LINEAR                   |
| 450188 | 2001 XB33              | 10 de desembre de 2001 | Kitt Peak            | Spacewatch               |
| 450189 | 2001 XY72              | 19 de novembre de 2001 | Anderson Mesa        | LONEOS                   |
| 450190 | 2001 XJ104             | 15 de desembre de 2001 | Socorro              | LINEAR                   |
| 450191 | 2001 XA223             | 15 de desembre de 2001 | Socorro              | LINEAR                   |
| 450192 | 2001 XQ228             | 15 de desembre de 2001 | Socorro              | LINEAR                   |
| 450193 | 2001 XD229             | 15 de desembre de 2001 | Socorro              | LINEAR                   |
| 450194 | 2002 CN38              | 7 de febrer de 2002    | Socorro              | LINEAR                   |
| 450195 | 2002 CZ195             | 10 de febrer de 2002   | Socorro              | LINEAR                   |
| 450196 | 2002 CZ288             | 10 de febrer de 2002   | Socorro              | LINEAR                   |
| 450197 | 2002 EG24              | 5 de març de 2002      | Kitt Peak            | Spacewatch               |
| 450198 | 2002 EW119             | 10 de març de 2002     | Kitt Peak            | Spacewatch               |
| 450199 | 2002 GN120             | 12 d'abril de 2002     | Socorro              | LINEAR                   |
| 450200 | 2002 GW189             | 5 d'abril de 2002      | Palomar              | NEAT                     |

## 450201–450300
| Nom    | Designació provisional | Data de descobriment   | Lloc de descobriment | Descobridor/s            |
| ------ | ---------------------- | ---------------------- | -------------------- | ------------------------ |
| 450201 | 2002 JC116             | 10 de maig de 2002     | Palomar              | NEAT                     |
| 450202 | 2002 JH128             | 10 d'abril de 2002     | Socorro              | LINEAR                   |
| 450203 | 2002 NA31              | 15 de juliol de 2002   | Socorro              | LINEAR                   |
| 450204 | 2002 ND36              | 9 de juliol de 2002    | Socorro              | LINEAR                   |
| 450205 | 2002 OP2               | 17 de juliol de 2002   | Socorro              | LINEAR                   |
| 450206 | 2002 ON15              | 18 de juliol de 2002   | Socorro              | LINEAR                   |
| 450207 | 2002 OC30              | 20 de juliol de 2002   | Palomar              | NEAT                     |
| 450208 | 2002 PS31              | 6 d'agost de 2002      | Palomar              | NEAT                     |
| 450209 | 2002 PZ34              | 5 d'agost de 2002      | Campo Imperatore     | CINEOS                   |
| 450210 | 2002 PR175             | 14 de setembre de 1998 | Kitt Peak            | Spacewatch               |
| 450211 | 2002 PW180             | 15 d'agost de 2002     | Palomar              | NEAT                     |
| 450212 | 2002 QE71              | 18 d'agost de 2002     | Palomar              | NEAT                     |
| 450213 | 2002 QB83              | 16 d'agost de 2002     | Palomar              | NEAT                     |
| 450214 | 2002 RQ109             | 6 de setembre de 2002  | Socorro              | LINEAR                   |
| 450215 | 2002 RY136             | 12 de setembre de 2002 | Palomar              | NEAT                     |
| 450216 | 2002 RG182             | 11 de setembre de 2002 | Palomar              | NEAT                     |
| 450217 | 2002 RE268             | 1 de setembre de 2002  | Palomar              | NEAT                     |
| 450218 | 2002 SW1               | 26 de setembre de 2002 | Palomar              | NEAT                     |
| 450219 | 2002 SV34              | 29 de setembre de 2002 | Haleakala            | NEAT                     |
| 450220 | 2002 TC2               | 1 d'octubre de 2002    | Anderson Mesa        | LONEOS                   |
| 450221 | 2002 TP4               | 1 d'octubre de 2002    | Socorro              | LINEAR                   |
| 450222 | 2002 TF60              | 3 d'octubre de 2002    | Palomar              | NEAT                     |
| 450223 | 2002 TG154             | 5 d'octubre de 2002    | Socorro              | LINEAR                   |
| 450224 | 2002 TW189             | 5 d'octubre de 2002    | Socorro              | LINEAR                   |
| 450225 | 2002 TR199             | 5 d'octubre de 2002    | Socorro              | LINEAR                   |
| 450226 | 2002 TA220             | 5 d'octubre de 2002    | Socorro              | LINEAR                   |
| 450227 | 2002 TS303             | 4 d'octubre de 2002    | Apache Point         | Sloan Digital Sky Survey |
| 450228 | 2002 TD332             | 5 d'octubre de 2002    | Apache Point         | Sloan Digital Sky Survey |
| 450229 | 2002 TX367             | 10 d'octubre de 2002   | Apache Point         | Sloan Digital Sky Survey |
| 450230 | 2002 TQ368             | 10 d'octubre de 2002   | Apache Point         | Sloan Digital Sky Survey |
| 450231 | 2002 TQ376             | 6 d'octubre de 2002    | Socorro              | LINEAR                   |
| 450232 | 2002 UJ46              | 31 d'octubre de 2002   | Kitt Peak            | Spacewatch               |
| 450233 | 2002 UH79              | 30 d'octubre de 2002   | Haleakala            | NEAT                     |
| 450234 | 2002 VN117             | 14 de novembre de 2002 | Nogales              | Tenagra II               |
| 450235 | 2002 VW140             | 12 de novembre de 2002 | Palomar              | NEAT                     |
| 450236 | 2002 WO24              | 16 de novembre de 2002 | Palomar              | NEAT                     |
| 450237 | 2002 XY38              | 7 de desembre de 2002  | Palomar              | NEAT                     |
| 450238 | 2002 XN40              | 11 de desembre de 2002 | Socorro              | LINEAR                   |
| 450239 | 2002 XA119             | 10 de desembre de 2002 | Palomar              | NEAT                     |
| 450240 | 2003 AO53              | 27 de desembre de 2002 | Anderson Mesa        | LONEOS                   |
| 450241 | 2003 AQ85              | 11 de gener de 2003    | Palomar              | NEAT                     |
| 450242 | 2003 DG                | 19 de febrer de 2003   | Haleakala            | NEAT                     |
| 450243 | 2003 EF46              | 7 de març de 2003      | Anderson Mesa        | LONEOS                   |
| 450244 | 2003 FA68              | 26 de març de 2003     | Kitt Peak            | Spacewatch               |
| 450245 | 2003 GX21              | 7 d'abril de 2003      | Kitt Peak            | Spacewatch               |
| 450246 | 2003 HP46              | 28 d'abril de 2003     | Socorro              | LINEAR                   |
| 450247 | 2003 SY112             | 16 de setembre de 2003 | Kitt Peak            | Spacewatch               |
| 450248 | 2003 SF338             | 26 de setembre de 2003 | Apache Point         | Sloan Digital Sky Survey |
| 450249 | 2003 SQ360             | 21 de setembre de 2003 | Kitt Peak            | Spacewatch               |
| 450250 | 2003 SL379             | 26 de setembre de 2003 | Apache Point         | Sloan Digital Sky Survey |
| 450251 | 2003 TO3               | 4 d'octubre de 2003    | Goodricke-Pigott     | Reddy, V.                |
| 450252 | 2003 UC310             | 20 d'octubre de 2003   | Kitt Peak            | Spacewatch               |
| 450253 | 2003 UO335             | 18 d'octubre de 2003   | Apache Point         | Sloan Digital Sky Survey |
| 450254 | 2003 UU348             | 19 d'octubre de 2003   | Apache Point         | Sloan Digital Sky Survey |
| 450255 | 2003 UX370             | 22 d'octubre de 2003   | Apache Point         | Sloan Digital Sky Survey |
| 450256 | 2003 UO373             | 22 d'octubre de 2003   | Apache Point         | Sloan Digital Sky Survey |
| 450257 | 2003 WA                | 16 de novembre de 2003 | Kitt Peak            | Spacewatch               |
| 450258 | 2003 WD5               | 16 de novembre de 2003 | Kitt Peak            | Spacewatch               |
| 450259 | 2003 WQ7               | 19 de novembre de 2003 | Socorro              | LINEAR                   |
| 450260 | 2003 WC21              | 19 de novembre de 2003 | Socorro              | LINEAR                   |
| 450261 | 2003 WP39              | 19 de novembre de 2003 | Kitt Peak            | Spacewatch               |
| 450262 | 2003 WF140             | 21 de novembre de 2003 | Socorro              | LINEAR                   |
| 450263 | 2003 WD158             | 30 de novembre de 2003 | Socorro              | LINEAR                   |
| 450264 | 2003 WM167             | 19 de novembre de 2003 | Palomar              | NEAT                     |
| 450265 | 2003 WU172             | 21 de novembre de 2003 | Kitt Peak            | Spacewatch               |
| 450266 | 2003 YJ14              | 17 de desembre de 2003 | Socorro              | LINEAR                   |
| 450267 | 2003 YF83              | 18 de desembre de 2003 | Socorro              | LINEAR                   |
| 450268 | 2003 YX114             | 19 de desembre de 2003 | Kitt Peak            | Spacewatch               |
| 450269 | 2003 YV130             | 28 de desembre de 2003 | Socorro              | LINEAR                   |
| 450270 | 2004 AE                | 4 de gener de 2004     | Socorro              | LINEAR                   |
| 450271 | 2004 BA12              | 30 de desembre de 2003 | Kitt Peak            | Spacewatch               |
| 450272 | 2004 BG15              | 16 de gener de 2004    | Kitt Peak            | Spacewatch               |
| 450273 | 2004 BL68              | 19 de gener de 2004    | Haleakala            | NEAT                     |
| 450274 | 2004 BQ102             | 30 de gener de 2004    | Socorro              | LINEAR                   |
| 450275 | 2004 BR137             | 19 de gener de 2004    | Kitt Peak            | Spacewatch               |
| 450276 | 2004 BL146             | 22 de gener de 2004    | Socorro              | LINEAR                   |
| 450277 | 2004 CY103             | 13 de febrer de 2004   | Palomar              | NEAT                     |
| 450278 | 2004 CY112             | 13 de febrer de 2004   | Anderson Mesa        | LONEOS                   |
| 450279 | 2004 DR13              | 16 de febrer de 2004   | Kitt Peak            | Spacewatch               |
| 450280 | 2004 DW29              | 17 de febrer de 2004   | Socorro              | LINEAR                   |
| 450281 | 2004 ER35              | 13 de març de 2004     | Palomar              | NEAT                     |
| 450282 | 2004 EM47              | 15 de març de 2004     | Catalina             | CSS                      |
| 450283 | 2004 EM64              | 26 de febrer de 2004   | Socorro              | LINEAR                   |
| 450284 | 2004 FF30              | 19 de març de 2004     | Catalina             | CSS                      |
| 450285 | 2004 FG57              | 17 de març de 2004     | Kitt Peak            | Spacewatch               |
| 450286 | 2004 HQ5               | 9 d'abril de 2004      | Siding Spring        | Siding Spring Survey     |
| 450287 | 2004 HB46              | 21 d'abril de 2004     | Siding Spring        | Siding Spring Survey     |
| 450288 | 2004 HR78              | 22 d'abril de 2004     | Kitt Peak            | Spacewatch               |
| 450289 | 2004 JV13              | 9 de maig de 2004      | Kitt Peak            | Spacewatch               |
| 450290 | 2004 JR20              | 14 de maig de 2004     | Socorro              | LINEAR                   |
| 450291 | 2004 JT20              | 15 de maig de 2004     | Socorro              | LINEAR                   |
| 450292 | 2004 KU                | 17 de maig de 2004     | Socorro              | LINEAR                   |
| 450293 | 2004 LV3               | 12 de juny de 2004     | Socorro              | LINEAR                   |
| 450294 | 2004 LW24              | 14 de juny de 2004     | Kitt Peak            | Spacewatch               |
| 450295 | 2004 MB                | 16 de juny de 2004     | Kitt Peak            | Spacewatch               |
| 450296 | 2004 PE40              | 9 d'agost de 2004      | Socorro              | LINEAR                   |
| 450297 | 2004 PN42              | 8 d'agost de 2004      | Piszkéstető          | Sárneczky, K., Szabo, G. |
| 450298 | 2004 PG55              | 8 d'agost de 2004      | Palomar              | NEAT                     |
| 450299 | 2004 PN110             | 12 d'agost de 2004     | Socorro              | LINEAR                   |
| 450300 | 2004 QD14              | 24 d'agost de 2004     | Siding Spring        | Siding Spring Survey     |

## 450301–450400
| Nom    | Designació provisional | Data de descobriment   | Lloc de descobriment | Descobridor/s        |
| ------ | ---------------------- | ---------------------- | -------------------- | -------------------- |
| 450301 | 2004 QZ17              | 19 d'agost de 2004     | Socorro              | LINEAR               |
| 450302 | 2004 QF24              | 27 d'agost de 2004     | Socorro              | LINEAR               |
| 450303 | 2004 RA3               | 6 de setembre de 2004  | Socorro              | LINEAR               |
| 450304 | 2004 RA60              | 8 de setembre de 2004  | Socorro              | LINEAR               |
| 450305 | 2004 RK135             | 7 de setembre de 2004  | Kitt Peak            | Spacewatch           |
| 450306 | 2004 RS141             | 8 de setembre de 2004  | Socorro              | LINEAR               |
| 450307 | 2004 RX157             | 10 de setembre de 2004 | Socorro              | LINEAR               |
| 450308 | 2004 RG160             | 10 de setembre de 2004 | Socorro              | LINEAR               |
| 450309 | 2004 RF165             | 7 de setembre de 2004  | Palomar              | NEAT                 |
| 450310 | 2004 RP175             | 10 de setembre de 2004 | Socorro              | LINEAR               |
| 450311 | 2004 RW189             | 10 de setembre de 2004 | Socorro              | LINEAR               |
| 450312 | 2004 RJ209             | 11 de setembre de 2004 | Socorro              | LINEAR               |
| 450313 | 2004 RG248             | 12 de setembre de 2004 | Socorro              | LINEAR               |
| 450314 | 2004 RE250             | 10 de setembre de 2004 | Socorro              | LINEAR               |
| 450315 | 2004 RM252             | 15 de setembre de 2004 | Socorro              | LINEAR               |
| 450316 | 2004 RN253             | 6 de setembre de 2004  | Palomar              | NEAT                 |
| 450317 | 2004 RH334             | 15 de setembre de 2004 | Anderson Mesa        | LONEOS               |
| 450318 | 2004 ST1               | 16 de setembre de 2004 | Kitt Peak            | Spacewatch           |
| 450319 | 2004 SG18              | 17 de setembre de 2004 | Anderson Mesa        | LONEOS               |
| 450320 | 2004 SN19              | 9 de setembre de 2004  | Kitt Peak            | Spacewatch           |
| 450321 | 2004 SR28              | 9 de setembre de 2004  | Socorro              | LINEAR               |
| 450322 | 2004 SB51              | 22 de setembre de 2004 | Kitt Peak            | Spacewatch           |
| 450323 | 2004 TJ2               | 13 de setembre de 2004 | Anderson Mesa        | LONEOS               |
| 450324 | 2004 TK26              | 4 d'octubre de 2004    | Kitt Peak            | Spacewatch           |
| 450325 | 2004 TK28              | 4 d'octubre de 2004    | Kitt Peak            | Spacewatch           |
| 450326 | 2004 TW34              | 17 de setembre de 2004 | Socorro              | LINEAR               |
| 450327 | 2004 TQ45              | 4 d'octubre de 2004    | Kitt Peak            | Spacewatch           |
| 450328 | 2004 TS49              | 4 d'octubre de 2004    | Kitt Peak            | Spacewatch           |
| 450329 | 2004 TL56              | 5 d'octubre de 2004    | Kitt Peak            | Spacewatch           |
| 450330 | 2004 TA72              | 6 d'octubre de 2004    | Kitt Peak            | Spacewatch           |
| 450331 | 2004 TE92              | 7 de setembre de 2004  | Kitt Peak            | Spacewatch           |
| 450332 | 2004 TA94              | 5 d'octubre de 2004    | Kitt Peak            | Spacewatch           |
| 450333 | 2004 TL107             | 7 d'octubre de 2004    | Kitt Peak            | Spacewatch           |
| 450334 | 2004 TM107             | 7 d'octubre de 2004    | Kitt Peak            | Spacewatch           |
| 450335 | 2004 TY142             | 4 d'octubre de 2004    | Kitt Peak            | Spacewatch           |
| 450336 | 2004 TW151             | 6 d'octubre de 2004    | Kitt Peak            | Spacewatch           |
| 450337 | 2004 TX155             | 6 d'octubre de 2004    | Kitt Peak            | Spacewatch           |
| 450338 | 2004 TO165             | 7 d'octubre de 2004    | Kitt Peak            | Spacewatch           |
| 450339 | 2004 TO176             | 22 de setembre de 2004 | Socorro              | LINEAR               |
| 450340 | 2004 TA191             | 7 d'octubre de 2004    | Kitt Peak            | Spacewatch           |
| 450341 | 2004 TB202             | 7 d'octubre de 2004    | Kitt Peak            | Spacewatch           |
| 450342 | 2004 TV207             | 7 d'octubre de 2004    | Kitt Peak            | Spacewatch           |
| 450343 | 2004 TV225             | 8 d'octubre de 2004    | Kitt Peak            | Spacewatch           |
| 450344 | 2004 TN273             | 9 d'octubre de 2004    | Kitt Peak            | Spacewatch           |
| 450345 | 2004 TO276             | 9 d'octubre de 2004    | Kitt Peak            | Spacewatch           |
| 450346 | 2004 TD307             | 10 d'octubre de 2004   | Socorro              | LINEAR               |
| 450347 | 2004 TK323             | 11 d'octubre de 2004   | Kitt Peak            | Spacewatch           |
| 450348 | 2004 TA326             | 14 d'octubre de 2004   | Palomar              | NEAT                 |
| 450349 | 2004 VG4               | 3 de novembre de 2004  | Kitt Peak            | Spacewatch           |
| 450350 | 2004 VT5               | 3 de novembre de 2004  | Kitt Peak            | Spacewatch           |
| 450351 | 2004 VQ11              | 3 de novembre de 2004  | Palomar              | NEAT                 |
| 450352 | 2004 VM37              | 4 de novembre de 2004  | Kitt Peak            | Spacewatch           |
| 450353 | 2004 VU38              | 7 d'octubre de 2004    | Kitt Peak            | Spacewatch           |
| 450354 | 2004 VN41              | 23 d'octubre de 2004   | Kitt Peak            | Spacewatch           |
| 450355 | 2004 VU41              | 10 d'octubre de 2004   | Kitt Peak            | Spacewatch           |
| 450356 | 2004 VB80              | 3 de novembre de 2004  | Anderson Mesa        | LONEOS               |
| 450357 | 2004 WV12              | 19 de novembre de 2004 | Catalina             | CSS                  |
| 450358 | 2004 XM25              | 9 de desembre de 2004  | Catalina             | CSS                  |
| 450359 | 2004 XN71              | 12 de desembre de 2004 | Socorro              | LINEAR               |
| 450360 | 2004 XE90              | 11 de desembre de 2004 | Kitt Peak            | Spacewatch           |
| 450361 | 2004 XV101             | 9 de desembre de 2004  | Catalina             | CSS                  |
| 450362 | 2004 XP124             | 10 de desembre de 2004 | Socorro              | LINEAR               |
| 450363 | 2004 YL15              | 18 de desembre de 2004 | Mount Lemmon         | Mt. Lemmon Survey    |
| 450364 | 2005 AP24              | 7 de gener de 2005     | Catalina             | CSS                  |
| 450365 | 2005 AV39              | 13 de desembre de 2004 | Kitt Peak            | Spacewatch           |
| 450366 | 2005 AG43              | 15 de gener de 2005    | Socorro              | LINEAR               |
| 450367 | 2005 CX5               | 1 de febrer de 2005    | Kitt Peak            | Spacewatch           |
| 450368 | 2005 CK62              | 9 de febrer de 2005    | Anderson Mesa        | LONEOS               |
| 450369 | 2005 EA116             | 4 de març de 2005      | Mount Lemmon         | Mt. Lemmon Survey    |
| 450370 | 2005 EG137             | 9 de març de 2005      | Mount Lemmon         | Mt. Lemmon Survey    |
| 450371 | 2005 EF286             | 2 de març de 2005      | Socorro              | LINEAR               |
| 450372 | 2005 GD37              | 2 d'abril de 2005      | Catalina             | CSS                  |
| 450373 | 2005 GL60              | 4 d'abril de 2005      | Catalina             | CSS                  |
| 450374 | 2005 GB107             | 8 de març de 2005      | Mount Lemmon         | Mt. Lemmon Survey    |
| 450375 | 2005 GU131             | 10 d'abril de 2005     | Kitt Peak            | Spacewatch           |
| 450376 | 2005 GN144             | 10 d'abril de 2005     | Kitt Peak            | Spacewatch           |
| 450377 | 2005 GB201             | 4 d'abril de 2005      | Mount Lemmon         | Mt. Lemmon Survey    |
| 450378 | 2005 JG21              | 4 de maig de 2005      | Siding Spring        | Siding Spring Survey |
| 450379 | 2005 JQ97              | 8 de maig de 2005      | Kitt Peak            | Spacewatch           |
| 450380 | 2005 JK118             | 10 de maig de 2005     | Mount Lemmon         | Mt. Lemmon Survey    |
| 450381 | 2005 JB151             | 3 de maig de 2005      | Kitt Peak            | Spacewatch           |
| 450382 | 2005 JD185             | 14 de maig de 2005     | Kitt Peak            | Spacewatch           |
| 450383 | 2005 LH4               | 20 de maig de 2005     | Mount Lemmon         | Mt. Lemmon Survey    |
| 450384 | 2005 LV18              | 8 de juny de 2005      | Kitt Peak            | Spacewatch           |
| 450385 | 2005 MH48              | 29 de juny de 2005     | Kitt Peak            | Spacewatch           |
| 450386 | 2005 NA23              | 4 de juliol de 2005    | Kitt Peak            | Spacewatch           |
| 450387 | 2005 NE31              | 4 de juliol de 2005    | Kitt Peak            | Spacewatch           |
| 450388 | 2005 NA41              | 4 de juliol de 2005    | Kitt Peak            | Spacewatch           |
| 450389 | 2005 OY21              | 29 de juliol de 2005   | Palomar              | NEAT                 |
| 450390 | 2005 PN5               | 8 d'agost de 2005      | Vicques              | Vicques              |
| 450391 | 2005 QC81              | 29 d'agost de 2005     | Kitt Peak            | Spacewatch           |
| 450392 | 2005 QE109             | 27 d'agost de 2005     | Palomar              | NEAT                 |
| 450393 | 2005 QW138             | 28 d'agost de 2005     | Kitt Peak            | Spacewatch           |
| 450394 | 2005 QR180             | 28 d'agost de 2005     | Kitt Peak            | Spacewatch           |
| 450395 | 2005 SA18              | 26 de setembre de 2005 | Kitt Peak            | Spacewatch           |
| 450396 | 2005 SY63              | 26 de setembre de 2005 | Kitt Peak            | Spacewatch           |
| 450397 | 2005 SG80              | 24 de setembre de 2005 | Kitt Peak            | Spacewatch           |
| 450398 | 2005 SC141             | 25 de setembre de 2005 | Kitt Peak            | Spacewatch           |
| 450399 | 2005 SK166             | 28 de setembre de 2005 | Palomar              | NEAT                 |
| 450400 | 2005 SU172             | 29 de setembre de 2005 | Kitt Peak            | Spacewatch           |

## 450401–450500
| Nom    | Designació provisional | Data de descobriment   | Lloc de descobriment | Descobridor/s     |
| ------ | ---------------------- | ---------------------- | -------------------- | ----------------- |
| 450401 | 2005 SE207             | 30 de setembre de 2005 | Mount Lemmon         | Mt. Lemmon Survey |
| 450402 | 2005 SY209             | 30 de setembre de 2005 | Palomar              | NEAT              |
| 450403 | 2005 SJ227             | 30 de setembre de 2005 | Kitt Peak            | Spacewatch        |
| 450404 | 2005 SB232             | 30 de setembre de 2005 | Mount Lemmon         | Mt. Lemmon Survey |
| 450405 | 2005 SW265             | 29 d'agost de 2005     | Socorro              | LINEAR            |
| 450406 | 2005 SO278             | 29 de setembre de 2005 | Catalina             | CSS               |
| 450407 | 2005 TP22              | 1 d'octubre de 2005    | Mount Lemmon         | Mt. Lemmon Survey |
| 450408 | 2005 TM46              | 23 de setembre de 2005 | Kitt Peak            | Spacewatch        |
| 450409 | 2005 TT51              | 6 d'octubre de 2005    | Mount Lemmon         | Mt. Lemmon Survey |
| 450410 | 2005 TX102             | 2 d'octubre de 2005    | Mount Lemmon         | Mt. Lemmon Survey |
| 450411 | 2005 TC106             | 3 d'octubre de 2005    | Catalina             | CSS               |
| 450412 | 2005 TX117             | 7 d'octubre de 2005    | Kitt Peak            | Spacewatch        |
| 450413 | 2005 TN120             | 29 de setembre de 2005 | Mount Lemmon         | Mt. Lemmon Survey |
| 450414 | 2005 TU121             | 7 d'octubre de 2005    | Kitt Peak            | Spacewatch        |
| 450415 | 2005 TR142             | 29 de setembre de 2005 | Kitt Peak            | Spacewatch        |
| 450416 | 2005 TK146             | 29 de setembre de 2005 | Kitt Peak            | Spacewatch        |
| 450417 | 2005 TM154             | 29 de setembre de 2005 | Kitt Peak            | Spacewatch        |
| 450418 | 2005 TR184             | 1 d'octubre de 2005    | Kitt Peak            | Spacewatch        |
| 450419 | 2005 TP188             | 3 d'octubre de 2005    | Catalina             | CSS               |
| 450420 | 2005 UF12              | 22 d'octubre de 2005   | Kitt Peak            | Spacewatch        |
| 450421 | 2005 UZ12              | 22 d'octubre de 2005   | Kitt Peak            | Spacewatch        |
| 450422 | 2005 UM13              | 2 d'octubre de 2005    | Mount Lemmon         | Mt. Lemmon Survey |
| 450423 | 2005 UX13              | 24 de setembre de 2005 | Kitt Peak            | Spacewatch        |
| 450424 | 2005 UC26              | 1 d'octubre de 2005    | Mount Lemmon         | Mt. Lemmon Survey |
| 450425 | 2005 UM31              | 24 d'octubre de 2005   | Kitt Peak            | Spacewatch        |
| 450426 | 2005 UA73              | 23 d'octubre de 2005   | Palomar              | NEAT              |
| 450427 | 2005 UE95              | 22 d'octubre de 2005   | Kitt Peak            | Spacewatch        |
| 450428 | 2005 UN101             | 22 d'octubre de 2005   | Kitt Peak            | Spacewatch        |
| 450429 | 2005 UD105             | 22 d'octubre de 2005   | Kitt Peak            | Spacewatch        |
| 450430 | 2005 UB182             | 24 d'octubre de 2005   | Kitt Peak            | Spacewatch        |
| 450431 | 2005 UH200             | 25 d'octubre de 2005   | Kitt Peak            | Spacewatch        |
| 450432 | 2005 UF202             | 25 d'octubre de 2005   | Kitt Peak            | Spacewatch        |
| 450433 | 2005 UP208             | 27 d'octubre de 2005   | Kitt Peak            | Spacewatch        |
| 450434 | 2005 UM213             | 22 d'octubre de 2005   | Palomar              | NEAT              |
| 450435 | 2005 UN231             | 25 d'octubre de 2005   | Mount Lemmon         | Mt. Lemmon Survey |
| 450436 | 2005 UC253             | 27 d'octubre de 2005   | Kitt Peak            | Spacewatch        |
| 450437 | 2005 UV308             | 28 d'octubre de 2005   | Catalina             | CSS               |
| 450438 | 2005 US325             | 1 d'octubre de 2005    | Kitt Peak            | Spacewatch        |
| 450439 | 2005 UZ328             | 1 d'octubre de 2005    | Mount Lemmon         | Mt. Lemmon Survey |
| 450440 | 2005 UC355             | 29 d'octubre de 2005   | Catalina             | CSS               |
| 450441 | 2005 UD360             | 25 d'octubre de 2005   | Mount Lemmon         | Mt. Lemmon Survey |
| 450442 | 2005 UH368             | 22 d'octubre de 2005   | Kitt Peak            | Spacewatch        |
| 450443 | 2005 UY387             | 26 d'octubre de 2005   | Kitt Peak            | Spacewatch        |
| 450444 | 2005 UY399             | 25 d'octubre de 2005   | Mount Lemmon         | Mt. Lemmon Survey |
| 450445 | 2005 UT417             | 25 d'octubre de 2005   | Kitt Peak            | Spacewatch        |
| 450446 | 2005 UN418             | 25 d'octubre de 2005   | Kitt Peak            | Spacewatch        |
| 450447 | 2005 UP438             | 28 d'octubre de 2005   | Catalina             | CSS               |
| 450448 | 2005 UP443             | 7 d'octubre de 2005    | Mount Lemmon         | Mt. Lemmon Survey |
| 450449 | 2005 UQ445             | 31 d'octubre de 2005   | Mount Lemmon         | Mt. Lemmon Survey |
| 450450 | 2005 UE453             | 25 d'octubre de 2005   | Kitt Peak            | Spacewatch        |
| 450451 | 2005 UF454             | 29 de setembre de 2005 | Catalina             | CSS               |
| 450452 | 2005 UX470             | 30 d'octubre de 2005   | Kitt Peak            | Spacewatch        |
| 450453 | 2005 UO477             | 26 d'octubre de 2005   | Kitt Peak            | Spacewatch        |
| 450454 | 2005 UW478             | 28 d'octubre de 2005   | Kitt Peak            | Spacewatch        |
| 450455 | 2005 UC510             | 24 d'octubre de 2005   | Kitt Peak            | Spacewatch        |
| 450456 | 2005 UR525             | 25 d'octubre de 2005   | Mount Lemmon         | Mt. Lemmon Survey |
| 450457 | 2005 UG529             | 24 d'octubre de 2005   | Kitt Peak            | Spacewatch        |
| 450458 | 2005 VE46              | 4 de novembre de 2005  | Mount Lemmon         | Mt. Lemmon Survey |
| 450459 | 2005 VT67              | 26 d'octubre de 2005   | Kitt Peak            | Spacewatch        |
| 450460 | 2005 WY9               | 1 de novembre de 2005  | Mount Lemmon         | Mt. Lemmon Survey |
| 450461 | 2005 WS15              | 22 de novembre de 2005 | Kitt Peak            | Spacewatch        |
| 450462 | 2005 WS25              | 6 de novembre de 2005  | Kitt Peak            | Spacewatch        |
| 450463 | 2005 WC28              | 21 de novembre de 2005 | Kitt Peak            | Spacewatch        |
| 450464 | 2005 WN28              | 21 de novembre de 2005 | Kitt Peak            | Spacewatch        |
| 450465 | 2005 WM100             | 28 de novembre de 2005 | Mount Lemmon         | Mt. Lemmon Survey |
| 450466 | 2005 WK110             | 29 d'octubre de 2005   | Mount Lemmon         | Mt. Lemmon Survey |
| 450467 | 2005 WF125             | 25 de novembre de 2005 | Mount Lemmon         | Mt. Lemmon Survey |
| 450468 | 2005 WW134             | 25 de novembre de 2005 | Mount Lemmon         | Mt. Lemmon Survey |
| 450469 | 2005 WA135             | 25 de novembre de 2005 | Mount Lemmon         | Mt. Lemmon Survey |
| 450470 | 2005 WN135             | 25 de novembre de 2005 | Mount Lemmon         | Mt. Lemmon Survey |
| 450471 | 2005 WS139             | 26 de novembre de 2005 | Mount Lemmon         | Mt. Lemmon Survey |
| 450472 | 2005 WB145             | 25 de novembre de 2005 | Kitt Peak            | Spacewatch        |
| 450473 | 2005 WZ154             | 29 de novembre de 2005 | Kitt Peak            | Spacewatch        |
| 450474 | 2005 WO195             | 30 de novembre de 2005 | Catalina             | CSS               |
| 450475 | 2005 WG196             | 29 de novembre de 2005 | Mount Lemmon         | Mt. Lemmon Survey |
| 450476 | 2005 XD10              | 1 de desembre de 2005  | Kitt Peak            | Spacewatch        |
| 450477 | 2005 XJ18              | 1 de desembre de 2005  | Kitt Peak            | Spacewatch        |
| 450478 | 2005 XO23              | 2 de desembre de 2005  | Mount Lemmon         | Mt. Lemmon Survey |
| 450479 | 2005 XP26              | 29 d'octubre de 2005   | Mount Lemmon         | Mt. Lemmon Survey |
| 450480 | 2005 XO52              | 2 de desembre de 2005  | Kitt Peak            | Spacewatch        |
| 450481 | 2005 XT60              | 4 de desembre de 2005  | Kitt Peak            | Spacewatch        |
| 450482 | 2005 XR74              | 6 de desembre de 2005  | Kitt Peak            | Spacewatch        |
| 450483 | 2005 YN7               | 22 de desembre de 2005 | Kitt Peak            | Spacewatch        |
| 450484 | 2005 YO28              | 22 de desembre de 2005 | Kitt Peak            | Spacewatch        |
| 450485 | 2005 YK58              | 24 de desembre de 2005 | Kitt Peak            | Spacewatch        |
| 450486 | 2005 YL62              | 24 de desembre de 2005 | Kitt Peak            | Spacewatch        |
| 450487 | 2005 YD64              | 24 de desembre de 2005 | Kitt Peak            | Spacewatch        |
| 450488 | 2005 YJ67              | 26 de desembre de 2005 | Kitt Peak            | Spacewatch        |
| 450489 | 2005 YC93              | 27 de desembre de 2005 | Kitt Peak            | Spacewatch        |
| 450490 | 2005 YB105             | 1 de novembre de 2005  | Mount Lemmon         | Mt. Lemmon Survey |
| 450491 | 2005 YT106             | 4 de desembre de 2005  | Mount Lemmon         | Mt. Lemmon Survey |
| 450492 | 2005 YG110             | 25 de desembre de 2005 | Kitt Peak            | Spacewatch        |
| 450493 | 2005 YL125             | 26 de desembre de 2005 | Kitt Peak            | Spacewatch        |
| 450494 | 2005 YC132             | 25 de desembre de 2005 | Mount Lemmon         | Mt. Lemmon Survey |
| 450495 | 2005 YB142             | 28 de desembre de 2005 | Mount Lemmon         | Mt. Lemmon Survey |
| 450496 | 2005 YE142             | 28 de desembre de 2005 | Mount Lemmon         | Mt. Lemmon Survey |
| 450497 | 2005 YP168             | 30 de novembre de 2005 | Mount Lemmon         | Mt. Lemmon Survey |
| 450498 | 2005 YE176             | 22 de desembre de 2005 | Kitt Peak            | Spacewatch        |
| 450499 | 2005 YO188             | 28 de desembre de 2005 | Mount Lemmon         | Mt. Lemmon Survey |
| 450500 | 2005 YM192             | 30 de desembre de 2005 | Kitt Peak            | Spacewatch        |

## 450501–450600
| Nom    | Designació provisional | Data de descobriment   | Lloc de descobriment | Descobridor/s        |
| ------ | ---------------------- | ---------------------- | -------------------- | -------------------- |
| 450501 | 2005 YG204             | 25 de desembre de 2005 | Mount Lemmon         | Mt. Lemmon Survey    |
| 450502 | 2005 YP238             | 29 de desembre de 2005 | Kitt Peak            | Spacewatch           |
| 450503 | 2005 YE272             | 29 de desembre de 2005 | Kitt Peak            | Spacewatch           |
| 450504 | 2005 YF277             | 25 de desembre de 2005 | Kitt Peak            | Spacewatch           |
| 450505 | 2005 YD279             | 25 de desembre de 2005 | Mount Lemmon         | Mt. Lemmon Survey    |
| 450506 | 2005 YJ291             | 26 de desembre de 2005 | Mount Lemmon         | Mt. Lemmon Survey    |
| 450507 | 2006 AE13              | 28 de desembre de 2005 | Kitt Peak            | Spacewatch           |
| 450508 | 2006 AS19              | 5 de gener de 2006     | Kitt Peak            | Spacewatch           |
| 450509 | 2006 AX23              | 4 de gener de 2006     | Mount Lemmon         | Mt. Lemmon Survey    |
| 450510 | 2006 AC28              | 5 de gener de 2006     | Mount Lemmon         | Mt. Lemmon Survey    |
| 450511 | 2006 AD35              | 26 de desembre de 2005 | Mount Lemmon         | Mt. Lemmon Survey    |
| 450512 | 2006 AJ59              | 10 de desembre de 2005 | Kitt Peak            | Spacewatch           |
| 450513 | 2006 AC65              | 30 de desembre de 2005 | Kitt Peak            | Spacewatch           |
| 450514 | 2006 AL76              | 5 de gener de 2006     | Kitt Peak            | Spacewatch           |
| 450515 | 2006 AW88              | 2 de desembre de 2005  | Mount Lemmon         | Mt. Lemmon Survey    |
| 450516 | 2006 AB101             | 5 de gener de 2006     | Mount Lemmon         | Mt. Lemmon Survey    |
| 450517 | 2006 AG101             | 7 de gener de 2006     | Mount Lemmon         | Mt. Lemmon Survey    |
| 450518 | 2006 BD7               | 6 de gener de 2006     | Mount Lemmon         | Mt. Lemmon Survey    |
| 450519 | 2006 BC21              | 7 de gener de 2006     | Mount Lemmon         | Mt. Lemmon Survey    |
| 450520 | 2006 BB23              | 25 de desembre de 2005 | Kitt Peak            | Spacewatch           |
| 450521 | 2006 BQ57              | 23 de gener de 2006    | Kitt Peak            | Spacewatch           |
| 450522 | 2006 BJ66              | 23 de gener de 2006    | Kitt Peak            | Spacewatch           |
| 450523 | 2006 BB67              | 23 de gener de 2006    | Kitt Peak            | Spacewatch           |
| 450524 | 2006 BP67              | 23 de gener de 2006    | Kitt Peak            | Spacewatch           |
| 450525 | 2006 BV71              | 23 de gener de 2006    | Kitt Peak            | Spacewatch           |
| 450526 | 2006 BK76              | 23 de gener de 2006    | Kitt Peak            | Spacewatch           |
| 450527 | 2006 BX81              | 23 de gener de 2006    | Kitt Peak            | Spacewatch           |
| 450528 | 2006 BD107             | 28 de desembre de 2005 | Mount Lemmon         | Mt. Lemmon Survey    |
| 450529 | 2006 BK108             | 25 de gener de 2006    | Kitt Peak            | Spacewatch           |
| 450530 | 2006 BY109             | 25 de gener de 2006    | Kitt Peak            | Spacewatch           |
| 450531 | 2006 BW111             | 25 de gener de 2006    | Kitt Peak            | Spacewatch           |
| 450532 | 2006 BX120             | 21 de gener de 2006    | Kitt Peak            | Spacewatch           |
| 450533 | 2006 BR129             | 26 de gener de 2006    | Mount Lemmon         | Mt. Lemmon Survey    |
| 450534 | 2006 BD135             | 7 de gener de 2006     | Mount Lemmon         | Mt. Lemmon Survey    |
| 450535 | 2006 BW154             | 7 de gener de 2006     | Mount Lemmon         | Mt. Lemmon Survey    |
| 450536 | 2006 BM162             | 26 de gener de 2006    | Mount Lemmon         | Mt. Lemmon Survey    |
| 450537 | 2006 BW168             | 26 de gener de 2006    | Mount Lemmon         | Mt. Lemmon Survey    |
| 450538 | 2006 BE200             | 30 de gener de 2006    | Kitt Peak            | Spacewatch           |
| 450539 | 2006 BT202             | 31 de gener de 2006    | Kitt Peak            | Spacewatch           |
| 450540 | 2006 BP228             | 23 de gener de 2006    | Kitt Peak            | Spacewatch           |
| 450541 | 2006 BF265             | 31 de gener de 2006    | Kitt Peak            | Spacewatch           |
| 450542 | 2006 BT276             | 23 de gener de 2006    | Kitt Peak            | Spacewatch           |
| 450543 | 2006 BH277             | 30 de gener de 2006    | Kitt Peak            | Spacewatch           |
| 450544 | 2006 BJ280             | 27 de gener de 2006    | Kitt Peak            | Spacewatch           |
| 450545 | 2006 CA63              | 4 de febrer de 2006    | Catalina             | CSS                  |
| 450546 | 2006 DT20              | 20 de febrer de 2006   | Kitt Peak            | Spacewatch           |
| 450547 | 2006 DM68              | 22 de febrer de 2006   | Catalina             | CSS                  |
| 450548 | 2006 DP68              | 1 de febrer de 2006    | Catalina             | CSS                  |
| 450549 | 2006 DK104             | 25 de febrer de 2006   | Kitt Peak            | Spacewatch           |
| 450550 | 2006 DR109             | 25 de febrer de 2006   | Kitt Peak            | Spacewatch           |
| 450551 | 2006 DY110             | 25 de febrer de 2006   | Mount Lemmon         | Mt. Lemmon Survey    |
| 450552 | 2006 DD136             | 25 de febrer de 2006   | Kitt Peak            | Spacewatch           |
| 450553 | 2006 DN136             | 25 de febrer de 2006   | Kitt Peak            | Spacewatch           |
| 450554 | 2006 DT138             | 25 de febrer de 2006   | Kitt Peak            | Spacewatch           |
| 450555 | 2006 DN171             | 27 de febrer de 2006   | Kitt Peak            | Spacewatch           |
| 450556 | 2006 EX15              | 24 de febrer de 2006   | Kitt Peak            | Spacewatch           |
| 450557 | 2006 EG22              | 26 de gener de 2006    | Kitt Peak            | Spacewatch           |
| 450558 | 2006 EM49              | 4 de març de 2006      | Kitt Peak            | Spacewatch           |
| 450559 | 2006 EB73              | 4 de març de 2006      | Kitt Peak            | Spacewatch           |
| 450560 | 2006 FK5               | 23 de març de 2006     | Kitt Peak            | Spacewatch           |
| 450561 | 2006 FS10              | 2 de març de 2006      | Kitt Peak            | Spacewatch           |
| 450562 | 2006 FQ28              | 24 de març de 2006     | Mount Lemmon         | Mt. Lemmon Survey    |
| 450563 | 2006 FN36              | 19 de març de 2006     | Siding Spring        | Siding Spring Survey |
| 450564 | 2006 FX43              | 3 de març de 2006      | Catalina             | CSS                  |
| 450565 | 2006 FM46              | 26 de març de 2006     | Siding Spring        | Siding Spring Survey |
| 450566 | 2006 FJ50              | 25 de març de 2006     | Catalina             | CSS                  |
| 450567 | 2006 GB8               | 24 de març de 2006     | Kitt Peak            | Spacewatch           |
| 450568 | 2006 GK20              | 2 d'abril de 2006      | Kitt Peak            | Spacewatch           |
| 450569 | 2006 HL1               | 18 d'abril de 2006     | Kitt Peak            | Spacewatch           |
| 450570 | 2006 HE53              | 19 d'abril de 2006     | Socorro              | LINEAR               |
| 450571 | 2006 JH35              | 26 d'abril de 2006     | Kitt Peak            | Spacewatch           |
| 450572 | 2006 KA28              | 8 de maig de 2006      | Kitt Peak            | Spacewatch           |
| 450573 | 2006 MG9               | 19 de juny de 2006     | Mount Lemmon         | Mt. Lemmon Survey    |
| 450574 | 2006 OU14              | 29 de juliol de 2006   | Marly                | Observatoire Naef    |
| 450575 | 2006 PD3               | 12 d'agost de 2006     | Palomar              | NEAT                 |
| 450576 | 2006 PF3               | 12 d'agost de 2006     | Palomar              | NEAT                 |
| 450577 | 2006 PY8               | 13 d'agost de 2006     | Palomar              | NEAT                 |
| 450578 | 2006 QE15              | 19 de juny de 2006     | Mount Lemmon         | Mt. Lemmon Survey    |
| 450579 | 2006 QA39              | 19 d'agost de 2006     | Anderson Mesa        | LONEOS               |
| 450580 | 2006 QU54              | 18 d'agost de 2006     | Anderson Mesa        | LONEOS               |
| 450581 | 2006 QK61              | 22 d'agost de 2006     | Palomar              | NEAT                 |
| 450582 | 2006 QD93              | 16 d'agost de 2006     | Palomar              | NEAT                 |
| 450583 | 2006 QC101             | 26 d'agost de 2006     | Siding Spring        | Siding Spring Survey |
| 450584 | 2006 QX108             | 28 d'agost de 2006     | Kitt Peak            | Spacewatch           |
| 450585 | 2006 QT110             | 19 d'agost de 2006     | Kitt Peak            | Spacewatch           |
| 450586 | 2006 QP116             | 24 d'agost de 2006     | Socorro              | LINEAR               |
| 450587 | 2006 QH153             | 19 d'agost de 2006     | Kitt Peak            | Spacewatch           |
| 450588 | 2006 RX15              | 14 de setembre de 2006 | Catalina             | CSS                  |
| 450589 | 2006 RB32              | 15 de setembre de 2006 | Kitt Peak            | Spacewatch           |
| 450590 | 2006 RH33              | 28 d'agost de 2006     | Catalina             | CSS                  |
| 450591 | 2006 RL43              | 14 de setembre de 2006 | Kitt Peak            | Spacewatch           |
| 450592 | 2006 RU48              | 14 de setembre de 2006 | Kitt Peak            | Spacewatch           |
| 450593 | 2006 RJ55              | 14 de setembre de 2006 | Kitt Peak            | Spacewatch           |
| 450594 | 2006 RG74              | 15 de setembre de 2006 | Kitt Peak            | Spacewatch           |
| 450595 | 2006 RA78              | 15 de setembre de 2006 | Kitt Peak            | Spacewatch           |
| 450596 | 2006 RE91              | 15 de setembre de 2006 | Kitt Peak            | Spacewatch           |
| 450597 | 2006 RK91              | 15 de setembre de 2006 | Kitt Peak            | Spacewatch           |
| 450598 | 2006 RZ96              | 15 de setembre de 2006 | Kitt Peak            | Spacewatch           |
| 450599 | 2006 SF                | 21 de juny de 2006     | Catalina             | CSS                  |
| 450600 | 2006 SX2               | 16 de setembre de 2006 | Catalina             | CSS                  |

## 450601–450700
| Nom    | Designació provisional | Data de descobriment   | Lloc de descobriment | Descobridor/s        |
| ------ | ---------------------- | ---------------------- | -------------------- | -------------------- |
| 450601 | 2006 SV31              | 17 de setembre de 2006 | Kitt Peak            | Spacewatch           |
| 450602 | 2006 SA76              | 19 de setembre de 2006 | Kitt Peak            | Spacewatch           |
| 450603 | 2006 SH94              | 18 de setembre de 2006 | Kitt Peak            | Spacewatch           |
| 450604 | 2006 SO102             | 19 de setembre de 2006 | Kitt Peak            | Spacewatch           |
| 450605 | 2006 SQ106             | 19 de setembre de 2006 | Kitt Peak            | Spacewatch           |
| 450606 | 2006 SP122             | 19 de setembre de 2006 | Catalina             | CSS                  |
| 450607 | 2006 SF188             | 26 de setembre de 2006 | Kitt Peak            | Spacewatch           |
| 450608 | 2006 SR241             | 26 de setembre de 2006 | Mount Lemmon         | Mt. Lemmon Survey    |
| 450609 | 2006 SS268             | 26 de setembre de 2006 | Kitt Peak            | Spacewatch           |
| 450610 | 2006 SM269             | 26 de setembre de 2006 | Mount Lemmon         | Mt. Lemmon Survey    |
| 450611 | 2006 SH277             | 15 de setembre de 2006 | Kitt Peak            | Spacewatch           |
| 450612 | 2006 SK282             | 29 d'agost de 2006     | Kitt Peak            | Spacewatch           |
| 450613 | 2006 SV285             | 30 de setembre de 2006 | Kitt Peak            | Spacewatch           |
| 450614 | 2006 SV318             | 27 de setembre de 2006 | Kitt Peak            | Spacewatch           |
| 450615 | 2006 SW324             | 27 de setembre de 2006 | Kitt Peak            | Spacewatch           |
| 450616 | 2006 SU365             | 30 de setembre de 2006 | Mount Lemmon         | Mt. Lemmon Survey    |
| 450617 | 2006 SO381             | 28 de setembre de 2006 | Apache Point         | Becker, A. C.        |
| 450618 | 2006 SB384             | 29 de setembre de 2006 | Apache Point         | Becker, A. C.        |
| 450619 | 2006 SD390             | 30 de setembre de 2006 | Apache Point         | Becker, A. C.        |
| 450620 | 2006 SO397             | 25 de setembre de 2006 | Kitt Peak            | Spacewatch           |
| 450621 | 2006 SN399             | 17 de setembre de 2006 | Kitt Peak            | Spacewatch           |
| 450622 | 2006 SG403             | 27 de setembre de 2006 | Mount Lemmon         | Mt. Lemmon Survey    |
| 450623 | 2006 SN411             | 17 de setembre de 2006 | Catalina             | CSS                  |
| 450624 | 2006 SE412             | 26 de setembre de 2006 | Kitt Peak            | Spacewatch           |
| 450625 | 2006 TY12              | 10 d'octubre de 2006   | Palomar              | NEAT                 |
| 450626 | 2006 TA24              | 11 d'octubre de 2006   | Kitt Peak            | Spacewatch           |
| 450627 | 2006 TP35              | 12 d'octubre de 2006   | Kitt Peak            | Spacewatch           |
| 450628 | 2006 TW55              | 12 d'octubre de 2006   | Palomar              | NEAT                 |
| 450629 | 2006 TZ63              | 29 de setembre de 2006 | Anderson Mesa        | LONEOS               |
| 450630 | 2006 TJ86              | 13 d'octubre de 2006   | Kitt Peak            | Spacewatch           |
| 450631 | 2006 TM95              | 28 de setembre de 2006 | Catalina             | CSS                  |
| 450632 | 2006 TU98              | 15 d'octubre de 2006   | Kitt Peak            | Spacewatch           |
| 450633 | 2006 TB122             | 13 d'octubre de 2006   | Kitt Peak            | Spacewatch           |
| 450634 | 2006 TM125             | 13 d'octubre de 2006   | Kitt Peak            | Spacewatch           |
| 450635 | 2006 TZ125             | 2 d'octubre de 2006    | Mount Lemmon         | Mt. Lemmon Survey    |
| 450636 | 2006 TQ127             | 4 d'octubre de 2006    | Mount Lemmon         | Mt. Lemmon Survey    |
| 450637 | 2006 UU5               | 30 de setembre de 2006 | Mount Lemmon         | Mt. Lemmon Survey    |
| 450638 | 2006 UE7               | 16 d'octubre de 2006   | Catalina             | CSS                  |
| 450639 | 2006 UB8               | 16 d'octubre de 2006   | Catalina             | CSS                  |
| 450640 | 2006 UG19              | 25 de setembre de 2006 | Kitt Peak            | Spacewatch           |
| 450641 | 2006 UG21              | 25 de setembre de 2006 | Kitt Peak            | Spacewatch           |
| 450642 | 2006 UY22              | 16 d'octubre de 2006   | Mount Lemmon         | Mt. Lemmon Survey    |
| 450643 | 2006 UT37              | 16 d'octubre de 2006   | Kitt Peak            | Spacewatch           |
| 450644 | 2006 UD44              | 16 d'octubre de 2006   | Kitt Peak            | Spacewatch           |
| 450645 | 2006 UT44              | 16 d'octubre de 2006   | Kitt Peak            | Spacewatch           |
| 450646 | 2006 UM46              | 30 de setembre de 2006 | Mount Lemmon         | Mt. Lemmon Survey    |
| 450647 | 2006 US59              | 19 d'octubre de 2006   | Catalina             | CSS                  |
| 450648 | 2006 UC63              | 21 d'octubre de 2006   | Kitt Peak            | Spacewatch           |
| 450649 | 2006 UY64              | 25 d'octubre de 2006   | Siding Spring        | Siding Spring Survey |
| 450650 | 2006 UT77              | 17 d'octubre de 2006   | Kitt Peak            | Spacewatch           |
| 450651 | 2006 UJ95              | 18 d'octubre de 2006   | Kitt Peak            | Spacewatch           |
| 450652 | 2006 UM99              | 3 d'octubre de 2006    | Mount Lemmon         | Mt. Lemmon Survey    |
| 450653 | 2006 UY103             | 30 de setembre de 2006 | Mount Lemmon         | Mt. Lemmon Survey    |
| 450654 | 2006 UV129             | 19 d'octubre de 2006   | Kitt Peak            | Spacewatch           |
| 450655 | 2006 UL142             | 19 d'octubre de 2006   | Kitt Peak            | Spacewatch           |
| 450656 | 2006 UJ176             | 16 d'octubre de 2006   | Catalina             | CSS                  |
| 450657 | 2006 UX187             | 17 de setembre de 2006 | Catalina             | CSS                  |
| 450658 | 2006 UD197             | 20 d'octubre de 2006   | Kitt Peak            | Spacewatch           |
| 450659 | 2006 UX208             | 2 d'octubre de 2006    | Mount Lemmon         | Mt. Lemmon Survey    |
| 450660 | 2006 UY208             | 23 d'octubre de 2006   | Kitt Peak            | Spacewatch           |
| 450661 | 2006 UT209             | 23 d'octubre de 2006   | Kitt Peak            | Spacewatch           |
| 450662 | 2006 US213             | 23 d'octubre de 2006   | Kitt Peak            | Spacewatch           |
| 450663 | 2006 UH237             | 26 de setembre de 2006 | Mount Lemmon         | Mt. Lemmon Survey    |
| 450664 | 2006 UE239             | 23 d'octubre de 2006   | Kitt Peak            | Spacewatch           |
| 450665 | 2006 UO259             | 18 de setembre de 2006 | Kitt Peak            | Spacewatch           |
| 450666 | 2006 UW263             | 30 de setembre de 2006 | Kitt Peak            | Spacewatch           |
| 450667 | 2006 UE266             | 27 d'octubre de 2006   | Catalina             | CSS                  |
| 450668 | 2006 US270             | 27 d'octubre de 2006   | Mount Lemmon         | Mt. Lemmon Survey    |
| 450669 | 2006 UM273             | 27 d'octubre de 2006   | Kitt Peak            | Spacewatch           |
| 450670 | 2006 UZ337             | 22 d'octubre de 2006   | Kitt Peak            | Spacewatch           |
| 450671 | 2006 VZ4               | 17 d'octubre de 2006   | Catalina             | CSS                  |
| 450672 | 2006 VW5               | 10 de novembre de 2006 | Kitt Peak            | Spacewatch           |
| 450673 | 2006 VR7               | 10 de novembre de 2006 | Kitt Peak            | Spacewatch           |
| 450674 | 2006 VD19              | 9 de novembre de 2006  | Kitt Peak            | Spacewatch           |
| 450675 | 2006 VX19              | 9 de novembre de 2006  | Kitt Peak            | Spacewatch           |
| 450676 | 2006 VB35              | 11 de novembre de 2006 | Mount Lemmon         | Mt. Lemmon Survey    |
| 450677 | 2006 VA41              | 20 d'octubre de 2006   | Kitt Peak            | Spacewatch           |
| 450678 | 2006 VU45              | 27 d'octubre de 2006   | Mount Lemmon         | Mt. Lemmon Survey    |
| 450679 | 2006 VE53              | 11 de novembre de 2006 | Kitt Peak            | Spacewatch           |
| 450680 | 2006 VO53              | 11 de novembre de 2006 | Kitt Peak            | Spacewatch           |
| 450681 | 2006 VJ64              | 11 de novembre de 2006 | Kitt Peak            | Spacewatch           |
| 450682 | 2006 VO67              | 11 de novembre de 2006 | Kitt Peak            | Spacewatch           |
| 450683 | 2006 VU92              | 15 de novembre de 2006 | Kitt Peak            | Spacewatch           |
| 450684 | 2006 VA94              | 10 de novembre de 2006 | Kitt Peak            | Spacewatch           |
| 450685 | 2006 VH99              | 18 d'octubre de 2006   | Kitt Peak            | Spacewatch           |
| 450686 | 2006 VB123             | 14 de novembre de 2006 | Kitt Peak            | Spacewatch           |
| 450687 | 2006 VK132             | 15 de novembre de 2006 | Kitt Peak            | Spacewatch           |
| 450688 | 2006 VT173             | 15 de novembre de 2006 | Kitt Peak            | Spacewatch           |
| 450689 | 2006 WO                | 16 de novembre de 2006 | Las Cruces           | Dixon, D. S.         |
| 450690 | 2006 WP                | 17 de novembre de 2006 | Vail-Jarnac          | Jarnac               |
| 450691 | 2006 WX13              | 16 de novembre de 2006 | Mount Lemmon         | Mt. Lemmon Survey    |
| 450692 | 2006 WJ61              | 2 de novembre de 2006  | Catalina             | CSS                  |
| 450693 | 2006 WJ79              | 20 d'octubre de 2006   | Mount Lemmon         | Mt. Lemmon Survey    |
| 450694 | 2006 WY83              | 28 de setembre de 2006 | Mount Lemmon         | Mt. Lemmon Survey    |
| 450695 | 2006 WO87              | 23 d'octubre de 2006   | Mount Lemmon         | Mt. Lemmon Survey    |
| 450696 | 2006 WT94              | 19 de novembre de 2006 | Kitt Peak            | Spacewatch           |
| 450697 | 2006 WW94              | 19 de novembre de 2006 | Kitt Peak            | Spacewatch           |
| 450698 | 2006 WZ109             | 19 de novembre de 2006 | Kitt Peak            | Spacewatch           |
| 450699 | 2006 WA130             | 1 de novembre de 2006  | Kitt Peak            | Spacewatch           |
| 450700 | 2006 WY141             | 20 de novembre de 2006 | Kitt Peak            | Spacewatch           |

## 450701–450800
| Nom    | Designació provisional | Data de descobriment   | Lloc de descobriment | Descobridor/s          |
| ------ | ---------------------- | ---------------------- | -------------------- | ---------------------- |
| 450701 | 2006 WL142             | 22 d'octubre de 2006   | Mount Lemmon         | Mt. Lemmon Survey      |
| 450702 | 2006 WK161             | 23 de novembre de 2006 | Kitt Peak            | Spacewatch             |
| 450703 | 2006 WT167             | 23 de novembre de 2006 | Kitt Peak            | Spacewatch             |
| 450704 | 2006 WX176             | 23 de febrer de 2003   | Campo Imperatore     | CINEOS                 |
| 450705 | 2006 WW180             | 24 de novembre de 2006 | Mount Lemmon         | Mt. Lemmon Survey      |
| 450706 | 2006 WG199             | 16 de novembre de 2006 | Kitt Peak            | Spacewatch             |
| 450707 | 2006 WC204             | 18 de novembre de 2006 | Kitt Peak            | Spacewatch             |
| 450708 | 2006 XU22              | 12 de desembre de 2006 | Kitt Peak            | Spacewatch             |
| 450709 | 2006 YB31              | 10 de desembre de 2006 | Kitt Peak            | Spacewatch             |
| 450710 | 2006 YS42              | 23 de desembre de 2006 | Catalina             | CSS                    |
| 450711 | 2007 AL29              | 10 de gener de 2007    | Kitt Peak            | Spacewatch             |
| 450712 | 2007 BL11              | 17 de gener de 2007    | Palomar              | NEAT                   |
| 450713 | 2007 BK73              | 27 de gener de 2007    | Mount Lemmon         | Mt. Lemmon Survey      |
| 450714 | 2007 CG28              | 27 de gener de 2007    | Mount Lemmon         | Mt. Lemmon Survey      |
| 450715 | 2007 CE31              | 10 de gener de 2007    | Kitt Peak            | Spacewatch             |
| 450716 | 2007 DH32              | 17 de febrer de 2007   | Kitt Peak            | Spacewatch             |
| 450717 | 2007 DC35              | 17 de febrer de 2007   | Kitt Peak            | Spacewatch             |
| 450718 | 2007 DE67              | 21 de febrer de 2007   | Kitt Peak            | Spacewatch             |
| 450719 | 2007 DU67              | 21 de febrer de 2007   | Kitt Peak            | Spacewatch             |
| 450720 | 2007 DB73              | 21 de febrer de 2007   | Kitt Peak            | Spacewatch             |
| 450721 | 2007 EV8               | 17 de febrer de 2007   | Kitt Peak            | Spacewatch             |
| 450722 | 2007 EZ13              | 14 de setembre de 2005 | Kitt Peak            | Spacewatch             |
| 450723 | 2007 EE23              | 10 de març de 2007     | Mount Lemmon         | Mt. Lemmon Survey      |
| 450724 | 2007 EY68              | 10 de març de 2007     | Kitt Peak            | Spacewatch             |
| 450725 | 2007 EN89              | 28 de gener de 2007    | Mount Lemmon         | Mt. Lemmon Survey      |
| 450726 | 2007 EK108             | 11 de març de 2007     | Kitt Peak            | Spacewatch             |
| 450727 | 2007 EL220             | 14 de març de 2007     | Mount Lemmon         | Mt. Lemmon Survey      |
| 450728 | 2007 EW221             | 9 de març de 2007      | Kitt Peak            | Spacewatch             |
| 450729 | 2007 FU46              | 16 de març de 2007     | Kitt Peak            | Spacewatch             |
| 450730 | 2007 GX7               | 7 d'abril de 2007      | Mount Lemmon         | Mt. Lemmon Survey      |
| 450731 | 2007 GR16              | 11 d'abril de 2007     | Kitt Peak            | Spacewatch             |
| 450732 | 2007 GA21              | 11 d'abril de 2007     | Mount Lemmon         | Mt. Lemmon Survey      |
| 450733 | 2007 GS23              | 11 d'abril de 2007     | Kitt Peak            | Spacewatch             |
| 450734 | 2007 GN46              | 14 d'abril de 2007     | Kitt Peak            | Spacewatch             |
| 450735 | 2007 GW47              | 14 d'abril de 2007     | Kitt Peak            | Spacewatch             |
| 450736 | 2007 GA48              | 14 d'abril de 2007     | Kitt Peak            | Spacewatch             |
| 450737 | 2007 GD52              | 14 d'abril de 2007     | Moletai              | Moletai                |
| 450738 | 2007 GV64              | 15 d'abril de 2007     | Kitt Peak            | Spacewatch             |
| 450739 | 2007 GD66              | 15 d'abril de 2007     | Kitt Peak            | Spacewatch             |
| 450740 | 2007 GO66              | 15 d'abril de 2007     | Kitt Peak            | Spacewatch             |
| 450741 | 2007 HV23              | 18 d'abril de 2007     | Kitt Peak            | Spacewatch             |
| 450742 | 2007 HP36              | 19 d'abril de 2007     | Kitt Peak            | Spacewatch             |
| 450743 | 2007 HP38              | 20 d'abril de 2007     | Mount Lemmon         | Mt. Lemmon Survey      |
| 450744 | 2007 HB39              | 14 de març de 2007     | Mount Lemmon         | Mt. Lemmon Survey      |
| 450745 | 2007 HY50              | 20 d'abril de 2007     | Kitt Peak            | Spacewatch             |
| 450746 | 2007 HZ55              | 22 d'abril de 2007     | Kitt Peak            | Spacewatch             |
| 450747 | 2007 HH59              | 18 d'abril de 2007     | Anderson Mesa        | LONEOS                 |
| 450748 | 2007 HM66              | 22 d'abril de 2007     | Mount Lemmon         | Mt. Lemmon Survey      |
| 450749 | 2007 HY74              | 22 d'abril de 2007     | Kitt Peak            | Spacewatch             |
| 450750 | 2007 HC85              | 24 d'abril de 2007     | Kitt Peak            | Spacewatch             |
| 450751 | 2007 HF88              | 13 de març de 2007     | Mount Lemmon         | Mt. Lemmon Survey      |
| 450752 | 2007 HR97              | 22 d'abril de 2007     | Catalina             | CSS                    |
| 450753 | 2007 JC17              | 7 de maig de 2007      | Kitt Peak            | Spacewatch             |
| 450754 | 2007 JV34              | 10 de maig de 2007     | Kitt Peak            | Spacewatch             |
| 450755 | 2007 JF38              | 12 de maig de 2007     | Mount Lemmon         | Mt. Lemmon Survey      |
| 450756 | 2007 JW38              | 13 de maig de 2007     | Mount Lemmon         | Mt. Lemmon Survey      |
| 450757 | 2007 JW41              | 9 de maig de 2007      | Catalina             | CSS                    |
| 450758 | 2007 LL8               | 9 de juny de 2007      | Kitt Peak            | Spacewatch             |
| 450759 | 2007 LG33              | 15 de juny de 2007     | Kitt Peak            | Spacewatch             |
| 450760 | 2007 PJ1               | 5 d'agost de 2007      | Altschwendt          | Ries, W.               |
| 450761 | 2007 QK11              | 23 d'agost de 2007     | Kitt Peak            | Spacewatch             |
| 450762 | 2007 RS18              | 23 d'agost de 2007     | Kitt Peak            | Spacewatch             |
| 450763 | 2007 RX40              | 9 de setembre de 2007  | Kitt Peak            | Spacewatch             |
| 450764 | 2007 RY102             | 11 de setembre de 2007 | Kitt Peak            | Spacewatch             |
| 450765 | 2007 RD107             | 11 de setembre de 2007 | Mount Lemmon         | Mt. Lemmon Survey      |
| 450766 | 2007 RA134             | 11 de setembre de 2007 | XuYi                 | PMO NEO Survey Program |
| 450767 | 2007 RD140             | 18 de juliol de 2007   | Mount Lemmon         | Mt. Lemmon Survey      |
| 450768 | 2007 RZ147             | 11 de setembre de 2007 | XuYi                 | PMO NEO Survey Program |
| 450769 | 2007 RS157             | 11 de setembre de 2007 | XuYi                 | PMO NEO Survey Program |
| 450770 | 2007 RJ159             | 12 de setembre de 2007 | Mount Lemmon         | Mt. Lemmon Survey      |
| 450771 | 2007 RD171             | 10 de setembre de 2007 | Kitt Peak            | Spacewatch             |
| 450772 | 2007 RN171             | 24 d'agost de 2007     | Kitt Peak            | Spacewatch             |
| 450773 | 2007 RJ178             | 10 de setembre de 2007 | Kitt Peak            | Spacewatch             |
| 450774 | 2007 RG256             | 24 d'agost de 2007     | Kitt Peak            | Spacewatch             |
| 450775 | 2007 RK260             | 14 de setembre de 2007 | Mount Lemmon         | Mt. Lemmon Survey      |
| 450776 | 2007 RR262             | 10 d'agost de 2007     | Kitt Peak            | Spacewatch             |
| 450777 | 2007 SA                | 3 de setembre de 2007  | Catalina             | CSS                    |
| 450778 | 2007 SW5               | 19 de setembre de 2007 | Socorro              | LINEAR                 |
| 450779 | 2007 SE11              | 20 de setembre de 2007 | Siding Spring        | Siding Spring Survey   |
| 450780 | 2007 SU18              | 18 de setembre de 2007 | Mount Lemmon         | Mt. Lemmon Survey      |
| 450781 | 2007 TV50              | 4 d'octubre de 2007    | Kitt Peak            | Spacewatch             |
| 450782 | 2007 TW72              | 12 d'octubre de 2007   | Socorro              | LINEAR                 |
| 450783 | 2007 TA96              | 8 d'octubre de 2007    | Mount Lemmon         | Mt. Lemmon Survey      |
| 450784 | 2007 TL126             | 6 d'octubre de 2007    | Kitt Peak            | Spacewatch             |
| 450785 | 2007 TS158             | 9 d'octubre de 2007    | Socorro              | LINEAR                 |
| 450786 | 2007 TL172             | 14 d'octubre de 2007   | Socorro              | LINEAR                 |
| 450787 | 2007 TG196             | 7 d'octubre de 2007    | Mount Lemmon         | Mt. Lemmon Survey      |
| 450788 | 2007 TM213             | 7 d'octubre de 2007    | Kitt Peak            | Spacewatch             |
| 450789 | 2007 TF232             | 8 d'octubre de 2007    | Kitt Peak            | Spacewatch             |
| 450790 | 2007 TM235             | 9 d'octubre de 2007    | Mount Lemmon         | Mt. Lemmon Survey      |
| 450791 | 2007 TM259             | 10 d'octubre de 2007   | Mount Lemmon         | Mt. Lemmon Survey      |
| 450792 | 2007 TV261             | 13 de setembre de 2007 | Mount Lemmon         | Mt. Lemmon Survey      |
| 450793 | 2007 TQ271             | 9 d'octubre de 2007    | Kitt Peak            | Spacewatch             |
| 450794 | 2007 TU274             | 12 de setembre de 2007 | Mount Lemmon         | Mt. Lemmon Survey      |
| 450795 | 2007 TE300             | 12 d'octubre de 2007   | Kitt Peak            | Spacewatch             |
| 450796 | 2007 TA301             | 12 d'octubre de 2007   | Kitt Peak            | Spacewatch             |
| 450797 | 2007 TJ318             | 12 d'octubre de 2007   | Kitt Peak            | Spacewatch             |
| 450798 | 2007 TM333             | 12 de setembre de 2007 | Mount Lemmon         | Mt. Lemmon Survey      |
| 450799 | 2007 TO345             | 13 d'octubre de 2007   | Mount Lemmon         | Mt. Lemmon Survey      |
| 450800 | 2007 TB368             | 10 d'octubre de 2007   | Mount Lemmon         | Mt. Lemmon Survey      |

## 450801–450900
| Nom    | Designació provisional | Data de descobriment   | Lloc de descobriment | Descobridor/s     |
| ------ | ---------------------- | ---------------------- | -------------------- | ----------------- |
| 450801 | 2007 TP383             | 14 d'octubre de 2007   | Kitt Peak            | Spacewatch        |
| 450802 | 2007 TH428             | 10 d'octubre de 2007   | Kitt Peak            | Spacewatch        |
| 450803 | 2007 TE432             | 4 d'octubre de 2007    | Kitt Peak            | Spacewatch        |
| 450804 | 2007 TK442             | 4 d'octubre de 2007    | Catalina             | CSS               |
| 450805 | 2007 TQ444             | 9 d'octubre de 2007    | Catalina             | CSS               |
| 450806 | 2007 TP451             | 9 d'octubre de 2007    | Catalina             | CSS               |
| 450807 | 2007 UC9               | 17 d'octubre de 2007   | Anderson Mesa        | LONEOS            |
| 450808 | 2007 UL39              | 20 d'octubre de 2007   | Catalina             | CSS               |
| 450809 | 2007 UM88              | 16 d'octubre de 2007   | Mount Lemmon         | Mt. Lemmon Survey |
| 450810 | 2007 UV91              | 30 d'octubre de 2007   | Mount Lemmon         | Mt. Lemmon Survey |
| 450811 | 2007 UJ100             | 15 d'octubre de 2007   | Mount Lemmon         | Mt. Lemmon Survey |
| 450812 | 2007 UK100             | 30 d'octubre de 2007   | Kitt Peak            | Spacewatch        |
| 450813 | 2007 UL100             | 30 d'octubre de 2007   | Kitt Peak            | Spacewatch        |
| 450814 | 2007 UC135             | 14 de febrer de 2005   | Kitt Peak            | Spacewatch        |
| 450815 | 2007 VG4               | 2 de novembre de 2007  | Dauban               | Chante-Perdrix    |
| 450816 | 2007 VD13              | 1 de novembre de 2007  | Mount Lemmon         | Mt. Lemmon Survey |
| 450817 | 2007 VK21              | 2 de novembre de 2007  | Mount Lemmon         | Mt. Lemmon Survey |
| 450818 | 2007 VQ34              | 3 de novembre de 2007  | Kitt Peak            | Spacewatch        |
| 450819 | 2007 VF55              | 1 de novembre de 2007  | Kitt Peak            | Spacewatch        |
| 450820 | 2007 VV55              | 1 de novembre de 2007  | Kitt Peak            | Spacewatch        |
| 450821 | 2007 VD57              | 20 d'octubre de 2007   | Mount Lemmon         | Mt. Lemmon Survey |
| 450822 | 2007 VH61              | 1 de novembre de 2007  | Kitt Peak            | Spacewatch        |
| 450823 | 2007 VN86              | 2 de novembre de 2007  | Socorro              | LINEAR            |
| 450824 | 2007 VK89              | 4 de novembre de 2007  | Socorro              | LINEAR            |
| 450825 | 2007 VC93              | 3 de novembre de 2007  | Socorro              | LINEAR            |
| 450826 | 2007 VA95              | 8 de novembre de 2007  | Socorro              | LINEAR            |
| 450827 | 2007 VZ113             | 3 de novembre de 2007  | Kitt Peak            | Spacewatch        |
| 450828 | 2007 VM120             | 18 d'octubre de 2007   | Kitt Peak            | Spacewatch        |
| 450829 | 2007 VF147             | 4 de novembre de 2007  | Kitt Peak            | Spacewatch        |
| 450830 | 2007 VZ164             | 5 de novembre de 2007  | Kitt Peak            | Spacewatch        |
| 450831 | 2007 VP166             | 5 de novembre de 2007  | Kitt Peak            | Spacewatch        |
| 450832 | 2007 VL169             | 5 de novembre de 2007  | Kitt Peak            | Spacewatch        |
| 450833 | 2007 VN191             | 4 de novembre de 2007  | Mount Lemmon         | Mt. Lemmon Survey |
| 450834 | 2007 VT191             | 4 de novembre de 2007  | Mount Lemmon         | Mt. Lemmon Survey |
| 450835 | 2007 VY197             | 8 de novembre de 2007  | Mount Lemmon         | Mt. Lemmon Survey |
| 450836 | 2007 VZ197             | 8 de novembre de 2007  | Mount Lemmon         | Mt. Lemmon Survey |
| 450837 | 2007 VE213             | 14 de setembre de 2007 | Mount Lemmon         | Mt. Lemmon Survey |
| 450838 | 2007 VH215             | 1 de novembre de 2007  | Kitt Peak            | Spacewatch        |
| 450839 | 2007 VB246             | 2 de novembre de 2007  | Mount Lemmon         | Mt. Lemmon Survey |
| 450840 | 2007 VL253             | 14 de novembre de 2007 | Mount Lemmon         | Mt. Lemmon Survey |
| 450841 | 2007 VY264             | 13 de novembre de 2007 | Kitt Peak            | Spacewatch        |
| 450842 | 2007 VJ268             | 10 d'octubre de 2007   | Mount Lemmon         | Mt. Lemmon Survey |
| 450843 | 2007 VY272             | 2 de novembre de 2007  | Mount Lemmon         | Mt. Lemmon Survey |
| 450844 | 2007 VS273             | 12 de novembre de 2007 | Mount Lemmon         | Mt. Lemmon Survey |
| 450845 | 2007 VX291             | 14 de novembre de 2007 | Kitt Peak            | Spacewatch        |
| 450846 | 2007 VT307             | 4 de novembre de 2007  | Kitt Peak            | Spacewatch        |
| 450847 | 2007 VF313             | 6 de novembre de 2007  | Kitt Peak            | Spacewatch        |
| 450848 | 2007 WV16              | 3 de novembre de 2007  | Kitt Peak            | Spacewatch        |
| 450849 | 2007 WE27              | 18 de novembre de 2007 | Mount Lemmon         | Mt. Lemmon Survey |
| 450850 | 2007 WF39              | 19 de novembre de 2007 | Mount Lemmon         | Mt. Lemmon Survey |
| 450851 | 2007 WT49              | 24 de novembre de 2003 | Kitt Peak            | Spacewatch        |
| 450852 | 2007 WU53              | 18 de novembre de 2007 | Mount Lemmon         | Mt. Lemmon Survey |
| 450853 | 2007 WQ55              | 24 d'octubre de 2007   | Mount Lemmon         | Mt. Lemmon Survey |
| 450854 | 2007 WJ63              | 20 de novembre de 2007 | Mount Lemmon         | Mt. Lemmon Survey |
| 450855 | 2007 XF4               | 19 de novembre de 2007 | Kitt Peak            | Spacewatch        |
| 450856 | 2007 XB15              | 5 de desembre de 2007  | Mount Lemmon         | Mt. Lemmon Survey |
| 450857 | 2007 XM16              | 6 de desembre de 2007  | Mount Lemmon         | Mt. Lemmon Survey |
| 450858 | 2007 XU23              | 12 de desembre de 2007 | Great Shefford       | Birtwhistle, P.   |
| 450859 | 2007 XJ24              | 7 de novembre de 2007  | Kitt Peak            | Spacewatch        |
| 450860 | 2007 XB26              | 8 de novembre de 2007  | Kitt Peak            | Spacewatch        |
| 450861 | 2007 XU33              | 10 de desembre de 2007 | Socorro              | LINEAR            |
| 450862 | 2007 XU45              | 15 de desembre de 2007 | Kitt Peak            | Spacewatch        |
| 450863 | 2007 XG50              | 13 de desembre de 2007 | Tiki                 | Teamo, N.         |
| 450864 | 2007 XX57              | 5 de desembre de 2007  | Kitt Peak            | Spacewatch        |
| 450865 | 2007 XJ58              | 5 de desembre de 2007  | Mount Lemmon         | Mt. Lemmon Survey |
| 450866 | 2007 YR18              | 3 de desembre de 2007  | Kitt Peak            | Spacewatch        |
| 450867 | 2007 YB19              | 16 de desembre de 2007 | Kitt Peak            | Spacewatch        |
| 450868 | 2007 YB27              | 18 de desembre de 2007 | Mount Lemmon         | Mt. Lemmon Survey |
| 450869 | 2007 YS38              | 18 de desembre de 2007 | Kitt Peak            | Spacewatch        |
| 450870 | 2007 YE50              | 4 de novembre de 2007  | Mount Lemmon         | Mt. Lemmon Survey |
| 450871 | 2007 YH57              | 28 de desembre de 2007 | Kitt Peak            | Spacewatch        |
| 450872 | 2007 YU62              | 30 de desembre de 2007 | Kitt Peak            | Spacewatch        |
| 450873 | 2007 YJ69              | 28 de desembre de 2007 | Kitt Peak            | Spacewatch        |
| 450874 | 2007 YD74              | 31 de desembre de 2007 | Catalina             | CSS               |
| 450875 | 2008 AL9               | 10 de gener de 2008    | Mount Lemmon         | Mt. Lemmon Survey |
| 450876 | 2008 AA18              | 30 de desembre de 2007 | Mount Lemmon         | Mt. Lemmon Survey |
| 450877 | 2008 AR21              | 10 de gener de 2008    | Mount Lemmon         | Mt. Lemmon Survey |
| 450878 | 2008 AF23              | 10 de gener de 2008    | Mount Lemmon         | Mt. Lemmon Survey |
| 450879 | 2008 AY34              | 31 de desembre de 2007 | Mount Lemmon         | Mt. Lemmon Survey |
| 450880 | 2008 AX40              | 10 de gener de 2008    | Mount Lemmon         | Mt. Lemmon Survey |
| 450881 | 2008 AA52              | 18 de novembre de 2007 | Mount Lemmon         | Mt. Lemmon Survey |
| 450882 | 2008 AL55              | 30 de desembre de 2007 | Kitt Peak            | Spacewatch        |
| 450883 | 2008 AD57              | 30 de desembre de 2007 | Kitt Peak            | Spacewatch        |
| 450884 | 2008 AU72              | 15 de gener de 2008    | Socorro              | LINEAR            |
| 450885 | 2008 AW81              | 13 de gener de 2008    | Mount Lemmon         | Mt. Lemmon Survey |
| 450886 | 2008 AH92              | 14 de gener de 2008    | Kitt Peak            | Spacewatch        |
| 450887 | 2008 AH93              | 1 de gener de 2008     | Kitt Peak            | Spacewatch        |
| 450888 | 2008 AM94              | 14 de gener de 2008    | Kitt Peak            | Spacewatch        |
| 450889 | 2008 AM96              | 14 de gener de 2008    | Kitt Peak            | Spacewatch        |
| 450890 | 2008 AX104             | 15 de gener de 2008    | Kitt Peak            | Spacewatch        |
| 450891 | 2008 AU106             | 15 de gener de 2008    | Kitt Peak            | Spacewatch        |
| 450892 | 2008 BT10              | 18 de gener de 2008    | Kitt Peak            | Spacewatch        |
| 450893 | 2008 BR17              | 30 de desembre de 2007 | Kitt Peak            | Spacewatch        |
| 450894 | 2008 BT18              | 31 de gener de 2008    | Socorro              | LINEAR            |
| 450895 | 2008 BL21              | 30 de gener de 2008    | Mount Lemmon         | Mt. Lemmon Survey |
| 450896 | 2008 BE24              | 1 de gener de 2008     | Kitt Peak            | Spacewatch        |
| 450897 | 2008 BO32              | 30 de gener de 2008    | Mount Lemmon         | Mt. Lemmon Survey |
| 450898 | 2008 BP43              | 18 de gener de 2008    | Catalina             | CSS               |
| 450899 | 2008 BE52              | 19 de gener de 2008    | Mount Lemmon         | Mt. Lemmon Survey |
| 450900 | 2008 CX13              | 3 de febrer de 2008    | Kitt Peak            | Spacewatch        |

## 450901–451000
| Nom    | Designació provisional | Data de descobriment   | Lloc de descobriment | Descobridor/s               |
| ------ | ---------------------- | ---------------------- | -------------------- | --------------------------- |
| 450901 | 2008 CD21              | 3 de febrer de 2008    | Catalina             | CSS                         |
| 450902 | 2008 CB60              | 7 de febrer de 2008    | Kitt Peak            | Spacewatch                  |
| 450903 | 2008 CL77              | 6 de febrer de 2008    | Catalina             | CSS                         |
| 450904 | 2008 CT108             | 15 de setembre de 2007 | Mount Lemmon         | Mt. Lemmon Survey           |
| 450905 | 2008 CK118             | 3 de febrer de 2008    | Catalina             | CSS                         |
| 450906 | 2008 CL122             | 7 de febrer de 2008    | Mount Lemmon         | Mt. Lemmon Survey           |
| 450907 | 2008 CV128             | 8 de febrer de 2008    | Kitt Peak            | Spacewatch                  |
| 450908 | 2008 CX144             | 9 de febrer de 2008    | Kitt Peak            | Spacewatch                  |
| 450909 | 2008 CX160             | 9 de febrer de 2008    | Kitt Peak            | Spacewatch                  |
| 450910 | 2008 CB176             | 25 de setembre de 2007 | Mount Lemmon         | Mt. Lemmon Survey           |
| 450911 | 2008 CF180             | 1 de gener de 2008     | Catalina             | CSS                         |
| 450912 | 2008 CO206             | 9 de febrer de 2008    | Kitt Peak            | Spacewatch                  |
| 450913 | 2008 CC207             | 12 de febrer de 2008   | Kitt Peak            | Spacewatch                  |
| 450914 | 2008 CU214             | 12 de febrer de 2008   | Kitt Peak            | Spacewatch                  |
| 450915 | 2008 DD3               | 10 de gener de 2008    | Kitt Peak            | Spacewatch                  |
| 450916 | 2008 DD7               | 2 de febrer de 2008    | Kitt Peak            | Spacewatch                  |
| 450917 | 2008 DH34              | 10 de febrer de 2008   | Mount Lemmon         | Mt. Lemmon Survey           |
| 450918 | 2008 DZ40              | 30 de desembre de 2007 | Mount Lemmon         | Mt. Lemmon Survey           |
| 450919 | 2008 DN48              | 31 de desembre de 2007 | Mount Lemmon         | Mt. Lemmon Survey           |
| 450920 | 2008 DB51              | 19 de desembre de 2007 | Mount Lemmon         | Mt. Lemmon Survey           |
| 450921 | 2008 DH89              | 28 de febrer de 2008   | Kitt Peak            | Spacewatch                  |
| 450922 | 2008 ED1               | 2 de març de 2008      | Vail-Jarnac          | Jarnac                      |
| 450923 | 2008 EK5               | 13 de febrer de 2008   | Catalina             | CSS                         |
| 450924 | 2008 EN8               | 28 de febrer de 2008   | Catalina             | CSS                         |
| 450925 | 2008 EB33              | 12 de gener de 2008    | Catalina             | CSS                         |
| 450926 | 2008 ER46              | 5 de març de 2008      | Mount Lemmon         | Mt. Lemmon Survey           |
| 450927 | 2008 EB47              | 5 de març de 2008      | Mount Lemmon         | Mt. Lemmon Survey           |
| 450928 | 2008 EY76              | 7 de març de 2008      | Kitt Peak            | Spacewatch                  |
| 450929 | 2008 EE99              | 14 de febrer de 2008   | Catalina             | CSS                         |
| 450930 | 2008 EW148             | 2 de març de 2008      | Kitt Peak            | Spacewatch                  |
| 450931 | 2008 EX154             | 11 de març de 2008     | La Silla             | Vaduvescu, O., Tudorica, A. |
| 450932 | 2008 EG165             | 2 de març de 2008      | Kitt Peak            | Spacewatch                  |
| 450933 | 2008 FY14              | 26 de març de 2008     | Kitt Peak            | Spacewatch                  |
| 450934 | 2008 FS15              | 19 de gener de 2008    | Mount Lemmon         | Mt. Lemmon Survey           |
| 450935 | 2008 FX21              | 27 de març de 2008     | Kitt Peak            | Spacewatch                  |
| 450936 | 2008 FN23              | 27 de març de 2008     | Kitt Peak            | Spacewatch                  |
| 450937 | 2008 FJ46              | 28 de març de 2008     | Mount Lemmon         | Mt. Lemmon Survey           |
| 450938 | 2008 FE78              | 13 de febrer de 2008   | Mount Lemmon         | Mt. Lemmon Survey           |
| 450939 | 2008 FQ79              | 27 de març de 2008     | Mount Lemmon         | Mt. Lemmon Survey           |
| 450940 | 2008 FU87              | 28 de març de 2008     | Mount Lemmon         | Mt. Lemmon Survey           |
| 450941 | 2008 FD97              | 29 de març de 2008     | Mount Lemmon         | Mt. Lemmon Survey           |
| 450942 | 2008 FH109             | 31 de març de 2008     | Mount Lemmon         | Mt. Lemmon Survey           |
| 450943 | 2008 FC126             | 31 de març de 2008     | Mount Lemmon         | Mt. Lemmon Survey           |
| 450944 | 2008 FR127             | 5 de març de 2008      | Mount Lemmon         | Mt. Lemmon Survey           |
| 450945 | 2008 FM132             | 28 de març de 2008     | Kitt Peak            | Spacewatch                  |
| 450946 | 2008 FL135             | 31 de març de 2008     | Mount Lemmon         | Mt. Lemmon Survey           |
| 450947 | 2008 GS114             | 3 d'abril de 2008      | Kitt Peak            | Spacewatch                  |
| 450948 | 2008 GD127             | 14 d'abril de 2008     | Mount Lemmon         | Mt. Lemmon Survey           |
| 450949 | 2008 GG138             | 15 d'abril de 2008     | Mount Lemmon         | Mt. Lemmon Survey           |
| 450950 | 2008 GW141             | 7 d'abril de 2008      | Kitt Peak            | Spacewatch                  |
| 450951 | 2008 HL8               | 3 d'abril de 2008      | Mount Lemmon         | Mt. Lemmon Survey           |
| 450952 | 2008 HF19              | 26 d'abril de 2008     | Mount Lemmon         | Mt. Lemmon Survey           |
| 450953 | 2008 HC58              | 4 d'abril de 2008      | Catalina             | CSS                         |
| 450954 | 2008 HC65              | 14 d'abril de 2008     | Kitt Peak            | Spacewatch                  |
| 450955 | 2008 JX22              | 6 d'abril de 2008      | Mount Lemmon         | Mt. Lemmon Survey           |
| 450956 | 2008 JS28              | 8 de maig de 2008      | Kitt Peak            | Spacewatch                  |
| 450957 | 2008 JT33              | 11 de maig de 2008     | Kitt Peak            | Spacewatch                  |
| 450958 | 2008 JE40              | 4 d'abril de 2008      | Kitt Peak            | Spacewatch                  |
| 450959 | 2008 KF1               | 26 de maig de 2008     | Kitt Peak            | Spacewatch                  |
| 450960 | 2008 KB2               | 3 de maig de 2008      | Mount Lemmon         | Mt. Lemmon Survey           |
| 450961 | 2008 KD4               | 13 de maig de 2008     | Mount Lemmon         | Mt. Lemmon Survey           |
| 450962 | 2008 KD24              | 28 de maig de 2008     | Kitt Peak            | Spacewatch                  |
| 450963 | 2008 KN34              | 31 de maig de 2008     | Mount Lemmon         | Mt. Lemmon Survey           |
| 450964 | 2008 KG39              | 30 de maig de 2008     | Kitt Peak            | Spacewatch                  |
| 450965 | 2008 NW3               | 13 de juliol de 2008   | Eskridge             | Hug, G.                     |
| 450966 | 2008 PK8               | 26 de juliol de 2008   | Siding Spring        | Siding Spring Survey        |
| 450967 | 2008 PW8               | 6 d'agost de 2008      | La Sagra             | OAM                         |
| 450968 | 2008 QA32              | 30 d'agost de 2008     | Socorro              | LINEAR                      |
| 450969 | 2008 QS38              | 24 d'agost de 2008     | Kitt Peak            | Spacewatch                  |
| 450970 | 2008 QX45              | 26 d'agost de 2008     | Socorro              | LINEAR                      |
| 450971 | 2008 RD43              | 2 de setembre de 2008  | Kitt Peak            | Spacewatch                  |
| 450972 | 2008 RJ72              | 6 de setembre de 2008  | Mount Lemmon         | Mt. Lemmon Survey           |
| 450973 | 2008 RP75              | 6 de setembre de 2008  | Mount Lemmon         | Mt. Lemmon Survey           |
| 450974 | 2008 RM144             | 3 de setembre de 2008  | Kitt Peak            | Spacewatch                  |
| 450975 | 2008 RM146             | 7 de setembre de 2008  | Mount Lemmon         | Mt. Lemmon Survey           |
| 450976 | 2008 SN4               | 22 de setembre de 2008 | Socorro              | LINEAR                      |
| 450977 | 2008 SM7               | 23 de setembre de 2008 | Goodricke-Pigott     | Tucker, R. A.               |
| 450978 | 2008 SB9               | 22 de setembre de 2008 | Socorro              | LINEAR                      |
| 450979 | 2008 SO28              | 19 de setembre de 2008 | Kitt Peak            | Spacewatch                  |
| 450980 | 2008 SL30              | 25 de febrer de 2007   | Mount Lemmon         | Mt. Lemmon Survey           |
| 450981 | 2008 SM84              | 27 de setembre de 2008 | Taunus               | Karge, S., Schwab, E.       |
| 450982 | 2008 SX94              | 21 de setembre de 2008 | Kitt Peak            | Spacewatch                  |
| 450983 | 2008 SV122             | 22 de setembre de 2008 | Mount Lemmon         | Mt. Lemmon Survey           |
| 450984 | 2008 SL193             | 25 de setembre de 2008 | Kitt Peak            | Spacewatch                  |
| 450985 | 2008 SN223             | 25 de novembre de 2005 | Mount Lemmon         | Mt. Lemmon Survey           |
| 450986 | 2008 SB285             | 27 de setembre de 2008 | Mount Lemmon         | Mt. Lemmon Survey           |
| 450987 | 2008 SA293             | 20 de setembre de 2008 | Catalina             | CSS                         |
| 450988 | 2008 SO303             | 24 de setembre de 2008 | Kitt Peak            | Spacewatch                  |
| 450989 | 2008 SD309             | 21 de setembre de 2008 | Kitt Peak            | Spacewatch                  |
| 450990 | 2008 SO309             | 29 de setembre de 2008 | Mount Lemmon         | Mt. Lemmon Survey           |
| 450991 | 2008 TG2               | 3 d'octubre de 2008    | Tiki                 | Teamo, N.                   |
| 450992 | 2008 TJ21              | 1 d'octubre de 2008    | Mount Lemmon         | Mt. Lemmon Survey           |
| 450993 | 2008 TK48              | 2 d'octubre de 2008    | Kitt Peak            | Spacewatch                  |
| 450994 | 2008 TL49              | 2 d'octubre de 2008    | Kitt Peak            | Spacewatch                  |
| 450995 | 2008 TW55              | 20 de setembre de 2008 | Kitt Peak            | Spacewatch                  |
| 450996 | 2008 TZ57              | 24 de setembre de 2008 | Kitt Peak            | Spacewatch                  |
| 450997 | 2008 TZ89              | 3 d'octubre de 2008    | Kitt Peak            | Spacewatch                  |
| 450998 | 2008 TV91              | 4 d'octubre de 2008    | La Sagra             | OAM                         |
| 450999 | 2008 TL106             | 6 d'octubre de 2008    | Kitt Peak            | Spacewatch                  |
| 451000 | 2008 TW114             | 26 de desembre de 2005 | Mount Lemmon         | Mt. Lemmon Survey           |